# Bahnstrecke Neuoelsnitz–Wüstenbrand
| Ausschnitt der Streckenkarte Sachsen von 1902 |                                    |                                           |                                           |
| Streckennummer (DB): | 6640; sä. NW                       |                                           |                                           |
| Kursbuchstrecke: | 141h (1934) 170g (1946) 419 (1990) |                                           |                                           |
| Streckenlänge: | 12,995 km                          |                                           |                                           |
| Spurweite: | 1435 mm (Normalspur)               |                                           |                                           |
| Maximale Neigung: | 10 ‰                               |                                           |                                           |
| Minimaler Radius: | 300 m                              |                                           |                                           |
| Streckengeschwindigkeit: | 25 km/h                            |                                           |                                           |
| |                                    |                                           |                                           |
| \| \| \| von St Egidien \| \| \| \| 0,00 \| Neuoelsnitz früher Höhlteich \| 407 m \| \| \| \| nach Stollberg (Sachs) \| \| \| \| \| Anst Karl-Liebknecht-Schacht \| \| \| \| \| Anst Vertrauenschacht \| \| \| \| \| Anst Johannis-Schacht \| \| \| \| 3,03 \| Lugau \| 407 m \| \| \| \| Anst Victoria-Schacht \| \| \| \| 6,10 \| Erlbach-Kirchberg \| 419 m \| \| \| 7,93 \| Ursprung \| 406 m \| \| \| 10,08 \| Mittelbach \| 386 m \| \| \| 10,45 \| Bundesstraße 173 (17 m) \| Bundesstraße 173 (17 m) \| \| \| \| nach Dresden Hbf und nach Limbach (Sachs) \| \| \| \| 13,00 \| Wüstenbrand \| 378 m \| \| \| \| nach Werdau Bogendreieck \| \| |                                    |                                           |                                           |
| Strecke |                                    | von St Egidien                            | von St Egidien                            |
| Bahnhof | 0,00                               | Neuoelsnitz früher Höhlteich              | 407 m                                     |
| Abzweig ehemals geradeaus und nach rechts |                                    | nach Stollberg (Sachs)                    | nach Stollberg (Sachs)                    |
| Abzweig geradeaus und von links (Strecke außer Betrieb) |                                    | Anst Karl-Liebknecht-Schacht              | Anst Karl-Liebknecht-Schacht              |
| Abzweig geradeaus und von links (Strecke außer Betrieb) |                                    | Anst Vertrauenschacht                     | Anst Vertrauenschacht                     |
| Abzweig geradeaus und von rechts (Strecke außer Betrieb) |                                    | Anst Johannis-Schacht                     | Anst Johannis-Schacht                     |
| Bahnhof (Strecke außer Betrieb) | 3,03                               | Lugau                                     | 407 m                                     |
| Abzweig geradeaus und von links (Strecke außer Betrieb) |                                    | Anst Victoria-Schacht                     | Anst Victoria-Schacht                     |
| Haltepunkt / Haltestelle (Strecke außer Betrieb) | 6,10                               | Erlbach-Kirchberg                         | 419 m                                     |
| Bahnhof (Strecke außer Betrieb) | 7,93                               | Ursprung                                  | 406 m                                     |
| Haltepunkt / Haltestelle (Strecke außer Betrieb) | 10,08                              | Mittelbach                                | 386 m                                     |
| Brücke (Strecke außer Betrieb) | 10,45                              | Bundesstraße 173 (17 m)                   | Bundesstraße 173 (17 m)                   |
| Abzweig ehemals geradeaus, ehemals nach rechts und von rechts |                                    | nach Dresden Hbf und nach Limbach (Sachs) | nach Dresden Hbf und nach Limbach (Sachs) |
| Bahnhof | 13,00                              | Wüstenbrand                               | 378 m                                     |
| Strecke |                                    | nach Werdau Bogendreieck                  | nach Werdau Bogendreieck                  |

Die Bahnstrecke Neuoelsnitz–Wüstenbrand war eine Nebenbahn in Sachsen, welche in ihren Ursprüngen auf eine Kohlenbahn der Chemnitz-Würschnitzer Eisenbahngesellschaft zurückgeht. Hauptzweck des Streckenbaues war seinerzeit der Abtransport der im Lugau-Oelsnitzer Revier geförderten Steinkohle. Die Strecke verlief von Neuoelsnitz über Lugau zum Bahnhof Wüstenbrand an der Hauptbahn Dresden–Werdau. Seit 2003 ist der Abschnitt Lugau–Wüstenbrand stillgelegt, seit 2018 auch der Abschnitt Neuoelsnitz–Lugau.

## Geschichte
Die Chemnitz-Würschnitzer Eisenbahngesellschaft wurde am 29. September 1856 gegründet, um eine Bahn zur Erschließung der Steinkohlegruben im Lugau-Oelsnitzer Revier zu erbauen. Sie erhielt am 2. Dezember 1856 die Konzession für eine Trasse, die bei Wüstenbrand an der Strecke Chemnitz–Zwickau begann und weitgehend geradlinig zu den bei Lugau gelegenen Bergwerken führte. Ein Personenverkehr war nicht vorgesehen. Am 15. November 1858 wurde die Strecke für den Güterverkehr eröffnet.

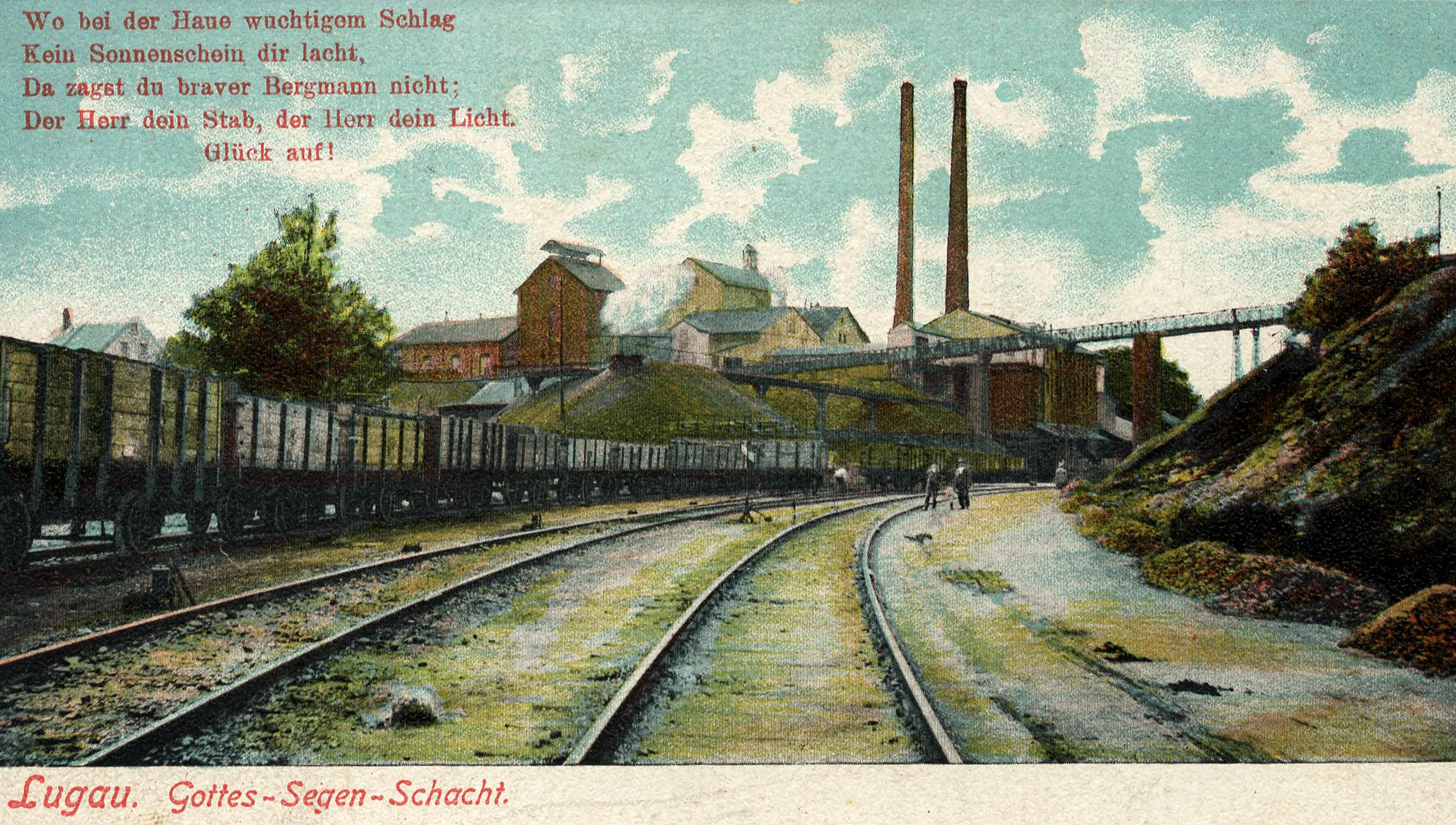
Anschlussbahn Gottes-Segen-Schacht (um 1900)

Den Betrieb führte die Westliche Staatsbahn aus, die später in den Kgl. Sächsischen Staatseisenbahnen aufging. Am 1. August 1862 wurde dann doch der Reisezugverkehr aufgenommen. Um 1875 besaßen bei Lugau die Gruben Gottes-Segen-Schacht, Vertrauensschacht, Hoffnungsschacht, Emilschacht, Kaiserschacht und Kaiserin Augusta direkte Anschlussgleise.
Am 15. Mai 1879 eröffneten die Kgl. Sächsischen Staatseisenbahnen die kurze Erweiterung bis zum Bahnhof Höhlteich (heute Neuoelsnitz) der Bahnstrecke Stollberg–St. Egidien. Am 1. Januar 1882 wurde die Chemnitz-Würschnitzer Eisenbahngesellschaft entsprechend der Konzessionsbedingungen verstaatlicht.
Nach der Degradierung der Bahnstrecke 1872 zur Sekundärbahn erhob man sie 1892 nach der Errichtung von Schrankenanlagen wieder zur Hauptbahn. Am 1. Oktober 1924 wurde die Bahnstrecke erneut zur Sekundärbahn herabgestuft.

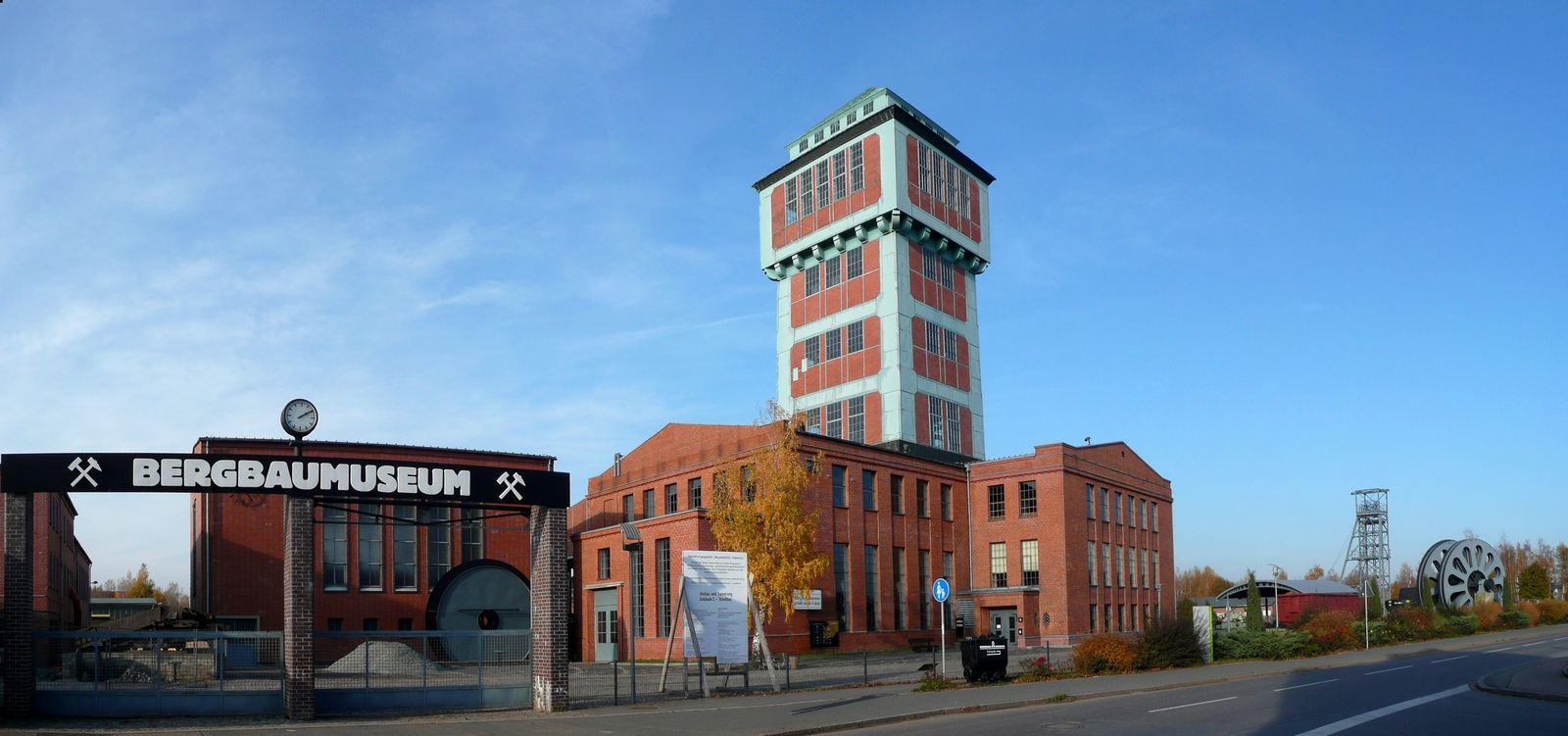
Karl-Liebknecht-Schacht in Neuoelsnitz, heute Bergbaumuseum Oelsnitz

1972 schloss mit dem Karl-Liebknecht-Schacht (früher Kaiserin-Augusta-Grube) das letzte Steinkohlenwerk im Lugau-Oelsnitzer Revier. Mit dem Ende des Steinkohlenbergbaus kam es zu einem starken Rückgang der Beförderungsleistungen. Der Winterfahrplan 1980/81 verzeichnete deshalb nur noch vier werktägliche Reisezugpaare, sonntags verkehrten keine Züge. Im Jahresfahrplan 1989/90 ist schließlich nur noch ein einziges derartiges Zugpaar am frühen Morgen aufgeführt. Am 10. August 1990 verkehrte dieser Zug letztmals.
Infolge der politischen Wende im Osten Deutschlands 1989/90 kam es dann auch zu einem spürbaren Rückgang im noch verbliebenen Güterverkehr. Am 28. September 1996 wurde der Güterverkehr offiziell eingestellt.
Am 11. November 1994 gründete sich in Lugau der Verein Lugauer Eisenbahnfreunde e. V. mit dem Ziel, die Strecke als Museumsbahn für die Nachwelt zu erhalten. Dieses Vorhaben konnte jedoch aus finanziellen Gründen nur teilweise verwirklicht werden. Der Verein benannte sich später in Traditionsgemeinschaft Ferkeltaxi e. V. um. Der Verein hat heute seinen Sitz im ehemaligen Lokbahnhof des Bahnhofes Oelsnitz (Erzgeb) an der in Neuoelsnitz anschließenden Strecke Stollberg–St. Egidien. Dort sind auch die Fahrzeuge des Vereins untergestellt.
Am 31. Dezember 2003 wurde der Abschnitt Lugau–Wüstenbrand stillgelegt. Das Teilstück Neuoelsnitz–Lugau wurde von der Regio Infra Service Sachsen (RISS) mit Sitz in Chemnitz gepachtet.
Am 3. August 2017 veröffentlichte die RISS ein Angebot zur Abgabe der verbliebenen Strecke vom Kilometer 0,371 bis zum Kilometer 3,330 an ein anderes Eisenbahninfrastrukturunternehmen. Der Streckenabschnitt konnte zuletzt nur noch mit höchstens 25 km/h befahren werden und ist seit 2015 oberbautechnisch gesperrt. Die notwendigen Investitionen zur Wiederinbetriebnahme wurden mit insgesamt 380.000 Euro beziffert. Davon entfielen 250.000 Euro auf die Erneuerung des Oberbaues, 80.000 Euro auf die Modernisierung der Wegübergänge und 50.000 Euro auf die Instandsetzung der Ingenieurbauten. Da keine Übernahme dieses Streckenabschnitt durch ein anderes Eisenbahninfrastrukturunternehmen zustande kam, konnte diesem Schritt die dauerhafte Einstellung des Betriebs nach § 11 AEG (Stilllegung) folgen. 2018 wurde die Strecke entwidmet. Die Gleise wurden dort im September 2021 abgebaut.
Am 5. Mai 2016 gründeten Jugendliche die Gruppe „Lugauer Eisenbahnfreunde“ und erhielten ab 2019 die alte Bahnmeisterei aus dem Jahr 1858 zur Nutzung. Seit November 2019 befindet sich darin die Ausstellung „Bahnhof Lugau gestern und heute“ und präsentiert die Geschichte der Bahnstrecke.

## Umnutzung zum Radweg
Ab dem 5. Oktober 2009 wurde der Abschnitt Lugau–Wüstenbrand zurückgebaut. Inzwischen befindet sich auf dem Teilstück Lugau–Ursprung ein Radweg, der sogenannte Kohlebahnradweg. Im Jahr 2018 wurde die Verlängerung von Ursprung bis zum ehemaligen Haltepunkt Mittelbach freigegeben. Ab 2022 wurde die Verlängerung nach Wüstenbrand gebaut und schließlich am 6. Mai 2023 eröffnet. Bis 2025 soll der Radweg von Lugau nach Neuoelsnitz auf der 2018 entwidmeten Bahnstrecke verlängert werden.

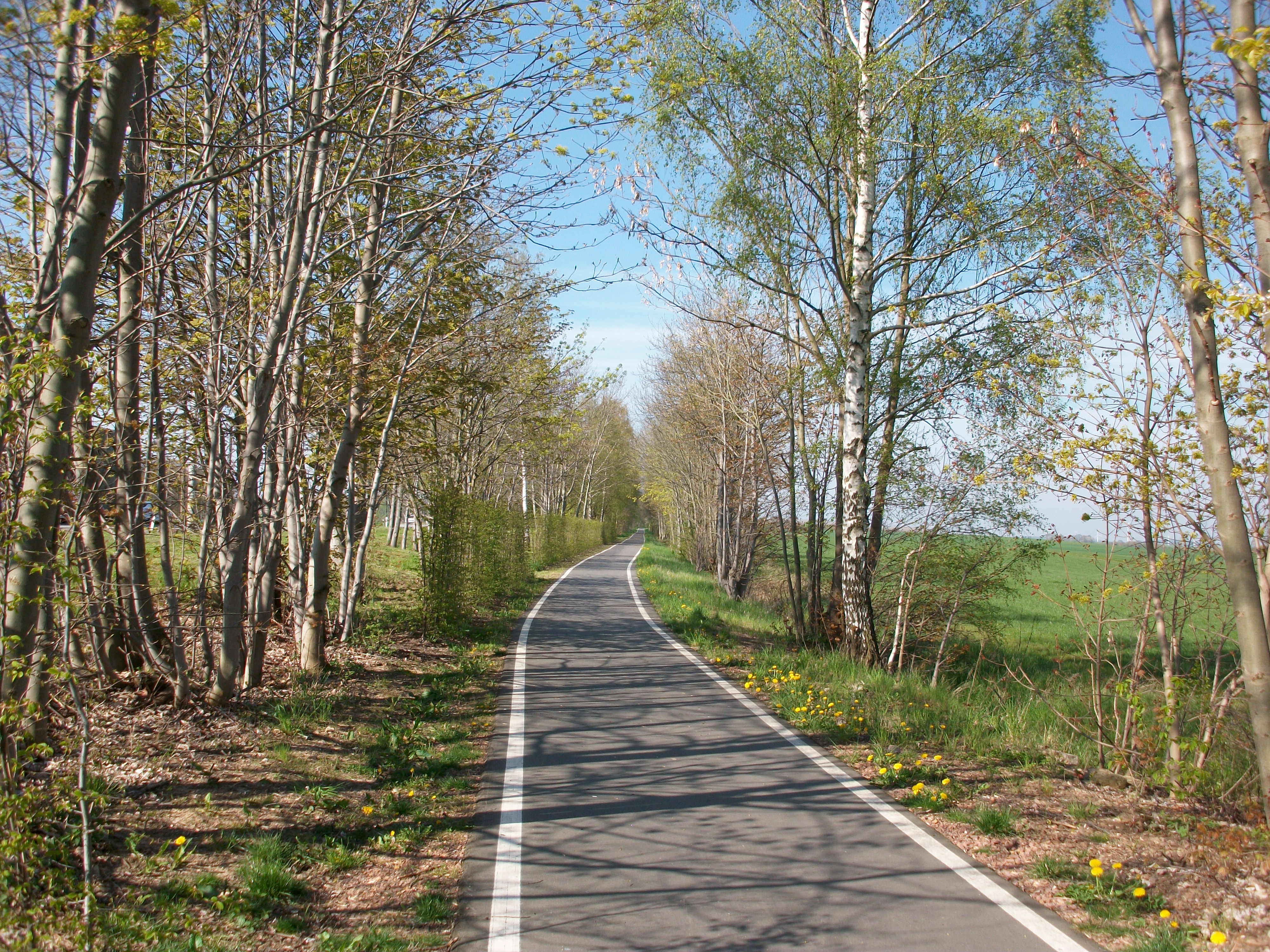
Kohlebahnradweg in Ursprung (2016)
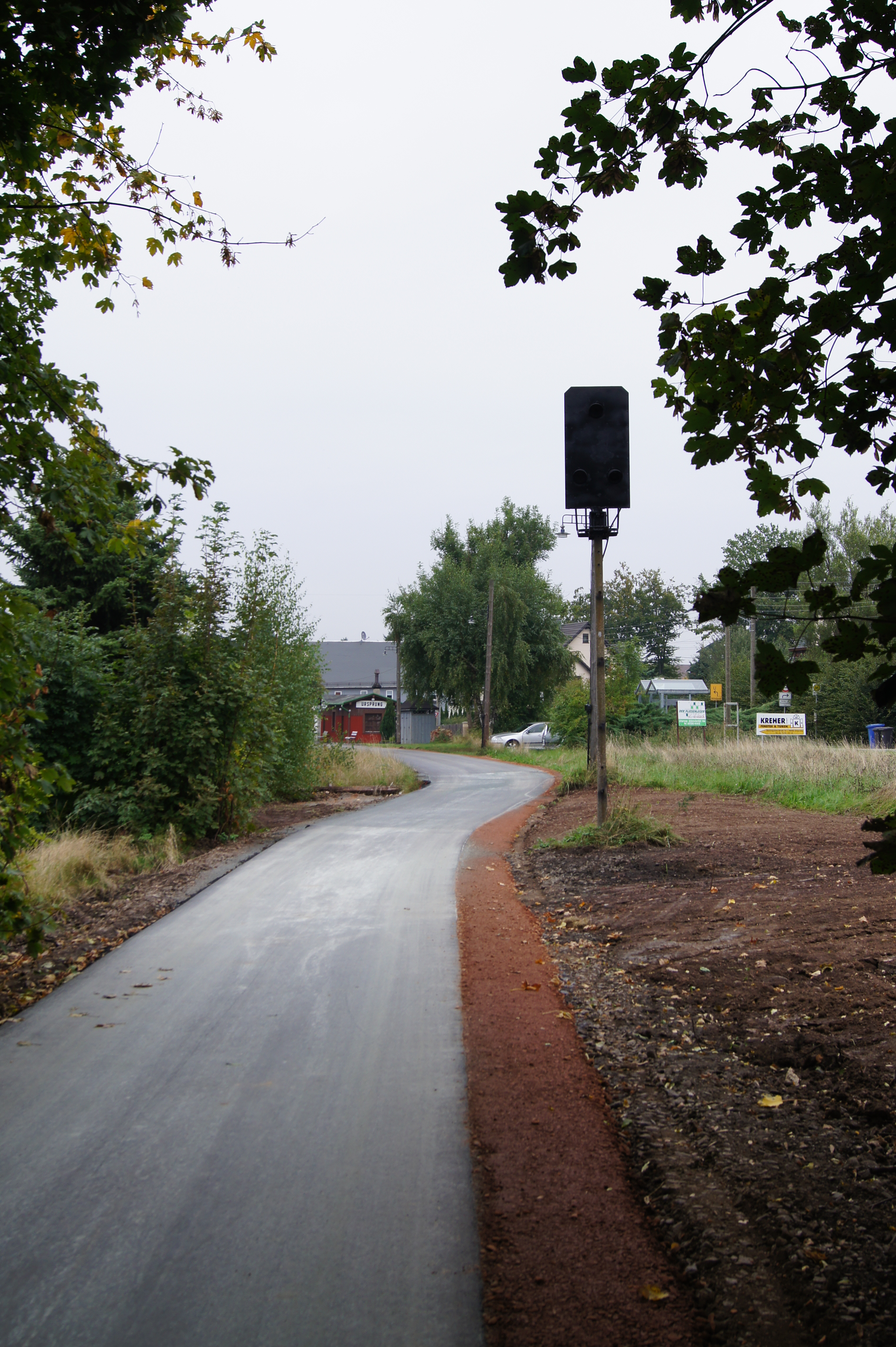
Kohlebahnradweg am ehemaligen Haltepunkt Ursprung (2013)
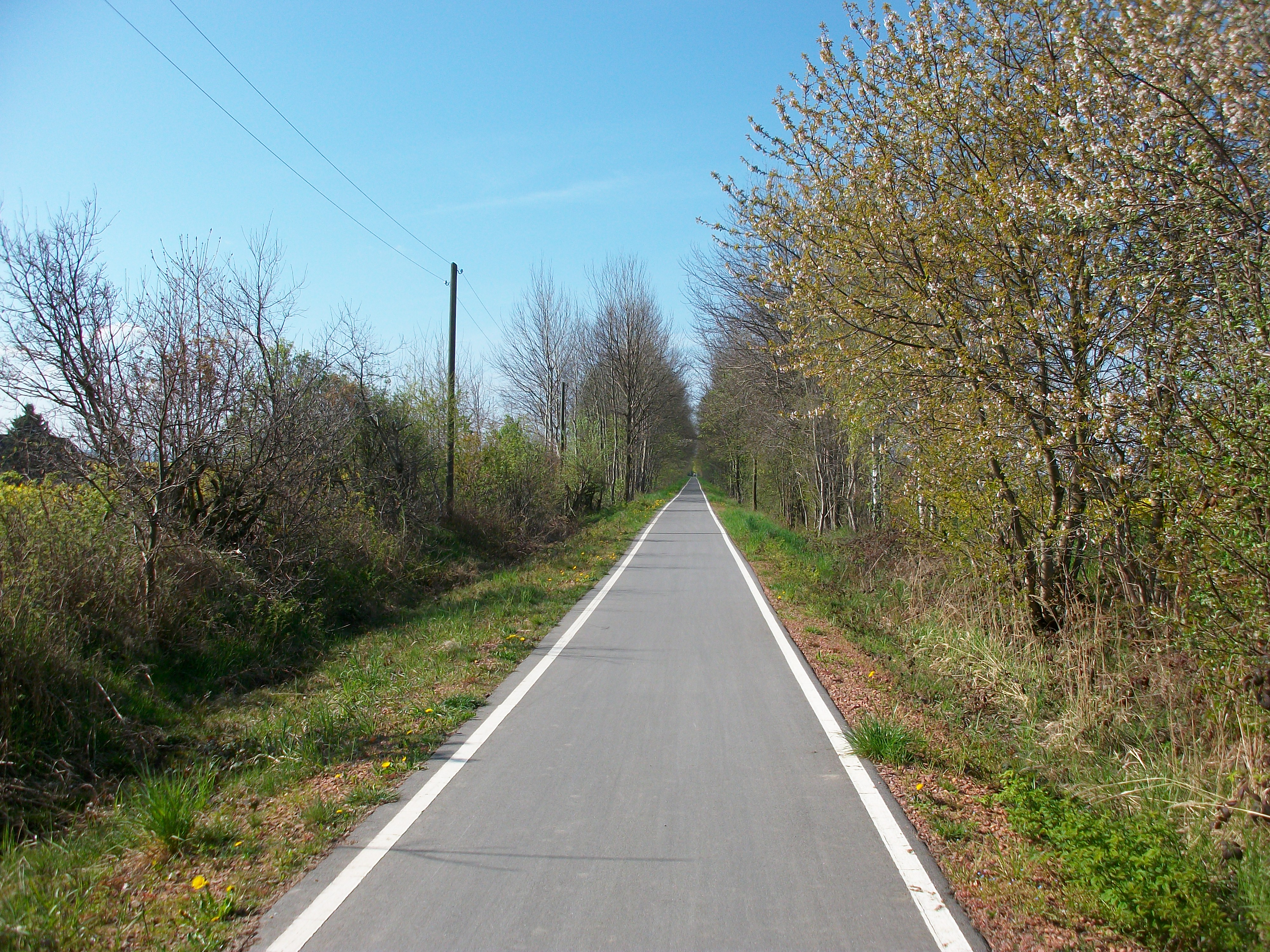
Kohlebahnradweg zwischen Ursprung und Mittelbach (2016)

## Streckenbeschreibung

### Verlauf

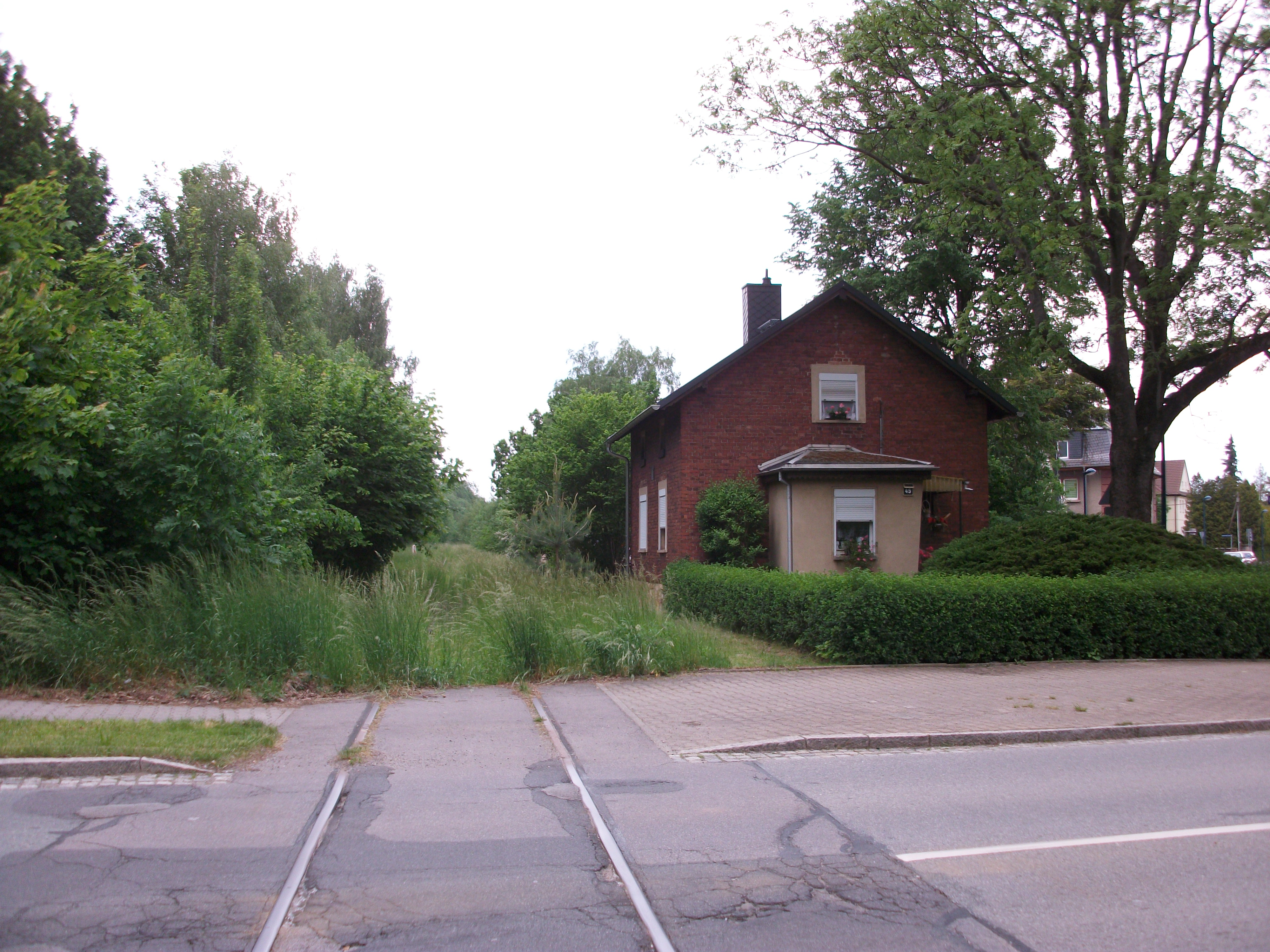
Neuoelsnitz, Bahnübergang Äußere Stollberger Straße mit Bahnwärterhaus (2021)

Die Bahnstrecke begann am ursprünglichen Standort des Bahnhofs Neuoelsnitz nördlich des Höhlteichs, wo sie von der Bahnstrecke Stollberg–St. Egidien abzweigte. Durch Neuoelsnitz verlief sie zunächst nach Norden, dann nach Nordosten parallel zur „Pflockenstraße“ /„Flockenstraße“. Nach ca. 2 Kilometern besaß der „Karl-Liebknecht-Schacht“ (heute: Bergbaumuseum Neuoelsnitz) einen Anschluss. Im weiteren Verlauf zweigten die auf den Bahnhof Lugau ausgerichteten Anschlussbahnen zum Vertrauen-Schacht (Lugau) (Verlauf der „Zechenstraße“) und zum D-Schacht (Niederwürschnitz) (Verlauf parallel zur „Bahnstraße“ bzw. „Johannisschachtstraße“, heute Radweg) ab. Zwischen diesen beiden Abzweigen befand sich der Bahnübergang über die Bundesstraße 180, hinter welchem der Bahnhof Lugau, die größte Station der Strecke, erreicht wurde.
Nördlich des Lugauer Bahnhofs zweigte ein Anschlussgleis zum Viktoria-Schacht ab. Der folgende ca. 6 km lange Abschnitt wurde zu einem asphaltierten Radweg umgestaltet. Im Ortsbereich Lugau wurde zweimal die „Chemnitzer Straße“ passiert, ein weiteres Mal an der Ortsgrenze zu Erlbach-Kirchberg, dessen Haltepunkt bei Kilometer 6,10 erreicht wurde. Von der Station Erlbach-Kirchberg hinter dem Bahnübergang „Dorfstraße“ im Osten des Orts sind keine Hochbauten mehr vorhanden. Der Standort der Wartehalle wurde zu einem Parkplatz umgestaltet.
Die Bahnstrecke führt nun gen Nordosten zur nächsten Station Ursprung, die bei Kilometer 7,93 erreicht war. Das Areal mit dem hölzernen Wartehaus und dem Gleis- und Wartebereich ist originalgetreu erhalten und wird von einem Verein gepflegt. Die ehemalige Trasse wurde bis zum folgenden Bahnübergang „Flockenstraße“ zwischen Ursprung und Mittelbach asphaltiert.
Ungefähr an der Ortsgrenze von Ursprung und dem heute zu Chemnitz gehörigen Mittelbach führt die Bahnstrecke nun gen Nordwesten. Der Haltepunkt Mittelbach lag bei Kilometer 10,08 an der Straße „Am Bahnhof“ im Südwesten des Orts. Von dem Halt sind außer dem Stationsschild keine Überreste mehr vorhanden. Westlich von Mittelbach wurde nun die Bundesstraße 173 („Hofer Straße“) passiert. Nun verlief die Bahnstrecke parallel zur östlich gelegenen Ortsverbindung „Landgraben“ in Richtung Nordwesten/Westen, wo sie bei Kilometer 13,00 im Bahnhof Wüstenbrand in die Bahnstrecke Dresden–Werdau einmündete.

### Betriebsstellen
Neuoelsnitz ⊙
Der Bahnhof Neuoelsnitz wurde am 15. Oktober 1878 als Ladestelle eröffnet. Die Eröffnung als Haltestelle für den Personenverkehr erfolgte am 15. Mai 1879 zusammen mit dem Personenverkehr auf den Strecken Stollberg–St. Egidien und Neuoelsnitz–Wüstenbrand. Der sechsgleisige mit zwei Bahnsteigen ausgestattete und 1905 in einen Bahnhof umgewandelte Halt trug folgende Namen:
- bis 30. April 1906 Höhlteich
- 1. Mai 1906 bis 4. Oktober 1930 Neuölsnitz
- ab 5. Oktober 1930: Neuoelsnitz

Er wurde 1979 in einen Haltepunkt mit Abzweigstelle umgewandelt. 1989/90 wurde der Personenverkehr nach Wüstenbrand am 10. August 1990 eingestellt. Das Empfangsgebäude, welches wegen Bergschäden bereits seit 1988 geschlossen war, wurde schließlich im August 1993 abgerissen. Am 27. September 1996 erfolgte die Einstellung des Restgüterverkehrs nach Lugau, sodass nur der unbesetzte Haltepunkt Neuoelsnitz verblieb. Im Zuge der Übernahme der Strecke Stollberg–St. Egidien durch die Regio Infra Service Sachsen wurde der Bahnsteig 2002/03 um ca. 200 m Richtung Mitteloelsnitz verlegt, um den Reisenden einen kürzeren Weg bis zum Oelsnitzer Ortsteil Neuoelsnitz zu bieten. Von den ursprünglichen Hochbauten ist außer dem Stellwerk 2 nichts mehr erhalten geblieben.

Bahnhof Neuölsnitz um 1910
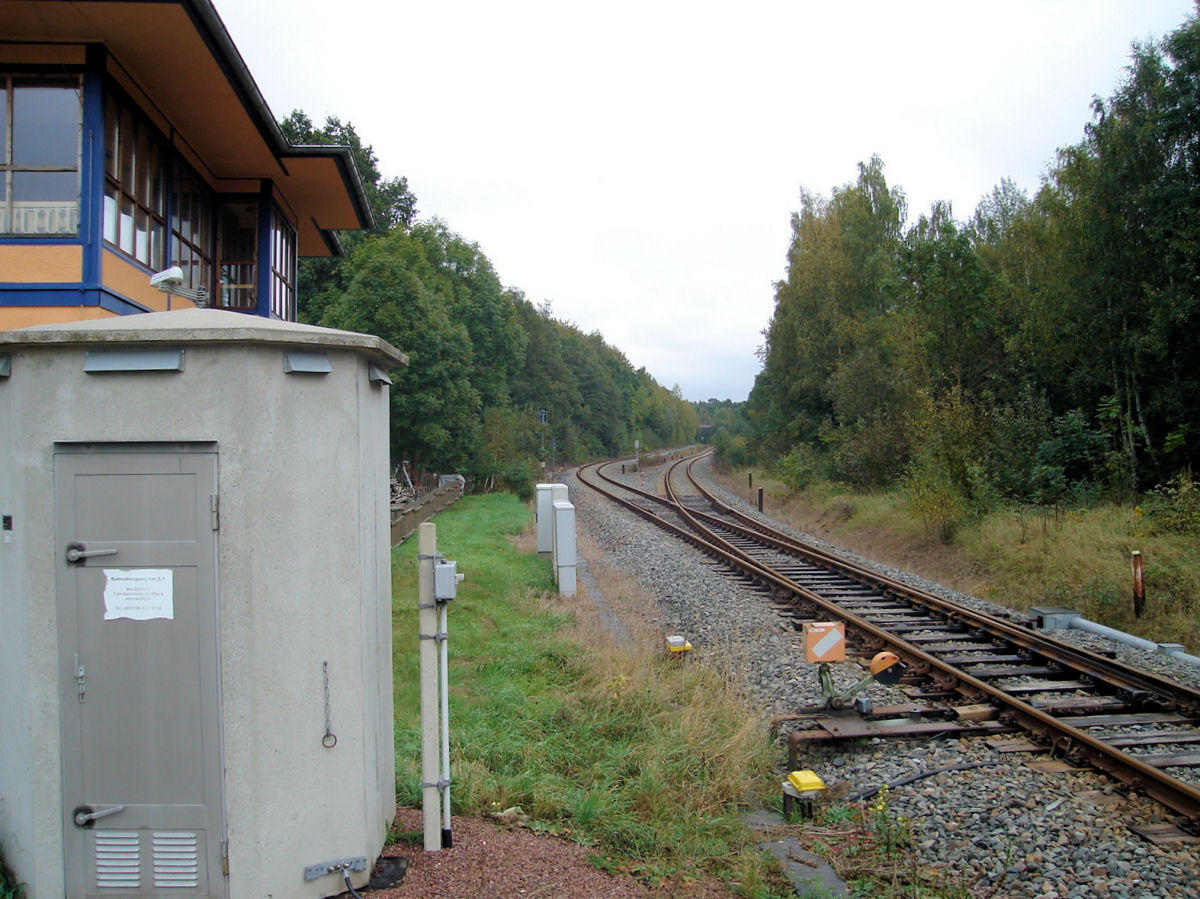
Bahnhof Neuoelsnitz, ursprünglicher Standort (2009)
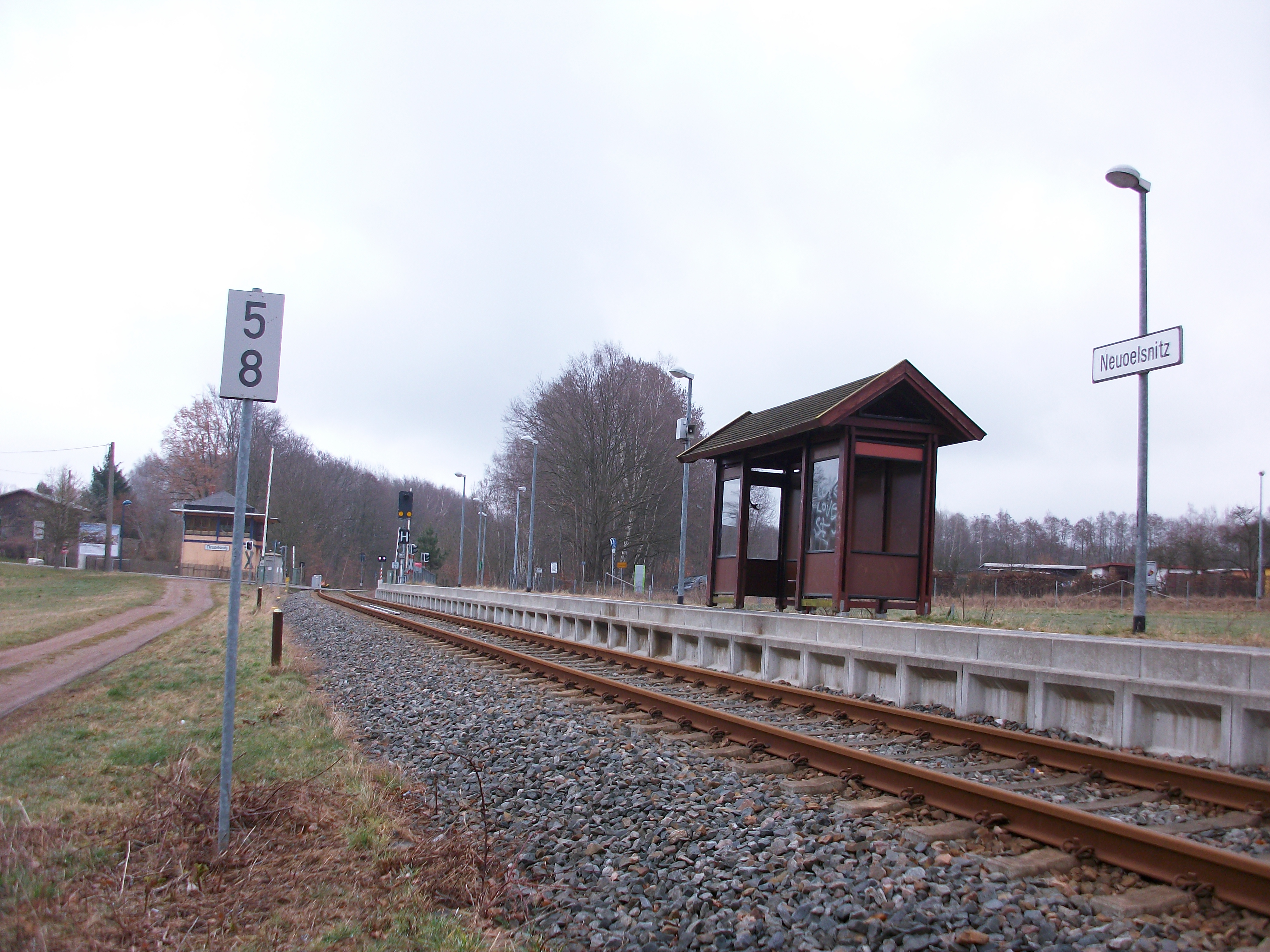
Bahnsteig Neuoelsnitz (2016)
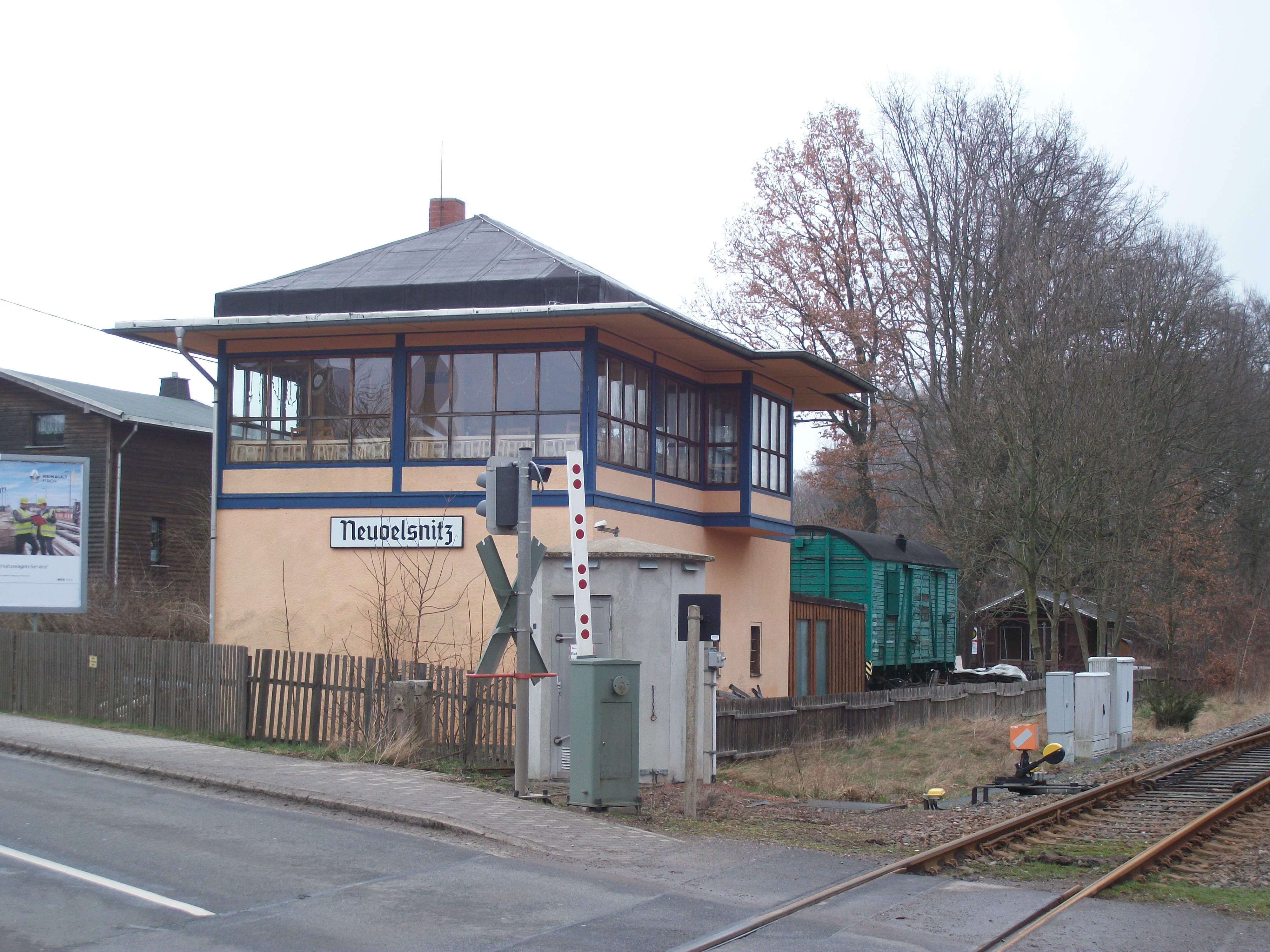
Stellwerk 2 beim Bahnübergang Neuoelsnitz (2016)

Lugau ⊙
Zunächst war Lugau die einzige Station auf der Strecke Wüstenbrand–Lugau. Die Station war mit einem Güter-, einem Lokschuppen und einem Empfangsgebäude ausgestattet. Bereits in den 1860er Jahren wurde der Bahnhof erweitert, unter anderem wurde dabei eine Drehscheibe eingebaut. Um 1900 wurde der Bahnhof, der in seiner größten Ausdehnung 13 Gleise besaß, nochmals erweitert. Im Mai 1927 wurde die Lokstation Lugau aufgelöst und der Lokstation des Bahnhof Oelsnitz (Erzgeb) angegliedert, nur eine Rangierlokomotive (1934 durch eine Kleinlokomotive ersetzt) blieb bis 1992 in Lugau stationiert.
Ab 2013 wurde die Brache zu einem Stadtpark im Herzen von Lugau umgestaltet, bestehend aus Parkplatz, Radweg und einer Grünanlage, die sich zu einem späteren Zeitpunkt über den kompletten Lugauer Bahnhof erstrecken soll. Ein kleiner Teil der vorhandenen Gleise blieb erhalten, um zu Veranstaltungen in Lugau Sonderzüge fahren zu lassen. Das Empfangsgebäude will die Stadt Lugau zu einem „Ort der Begegnung und des Sports“ umbauen, wobei die Seitenflügel saniert werden sollen und der Mittelteil neugebaut. Im Juli 2018 begannen die Arbeiten mit dem Abriss des Mittelteils.
Seit einigen Jahren kümmert sich die Jugendgruppe „Lugauer Eisenbahnfreunde“ um die Gleisanlagen des Bahnhofes und betreibt ein kleines Museum in der ehemaligen Bahnmeisterei, welches an Festtagen und jeden ersten Sonntag im Monat von Mai bis Oktober geöffnet ist. An einem Wochenende im Jahr finden Draisinenfahrten am Bahnhof statt.

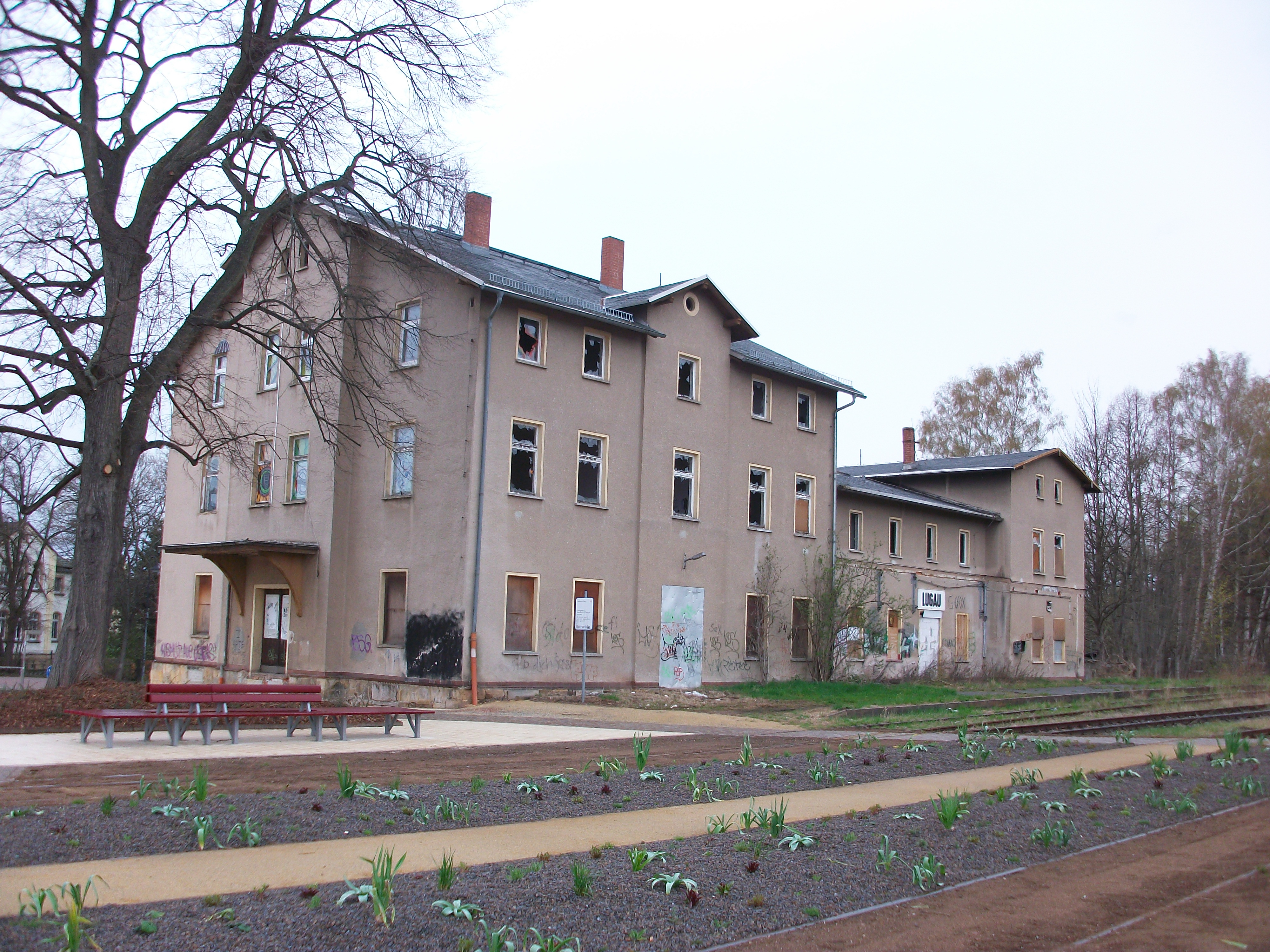
Bahnhof Lugau, Empfangsgebäude vor dem Umbau (2016)
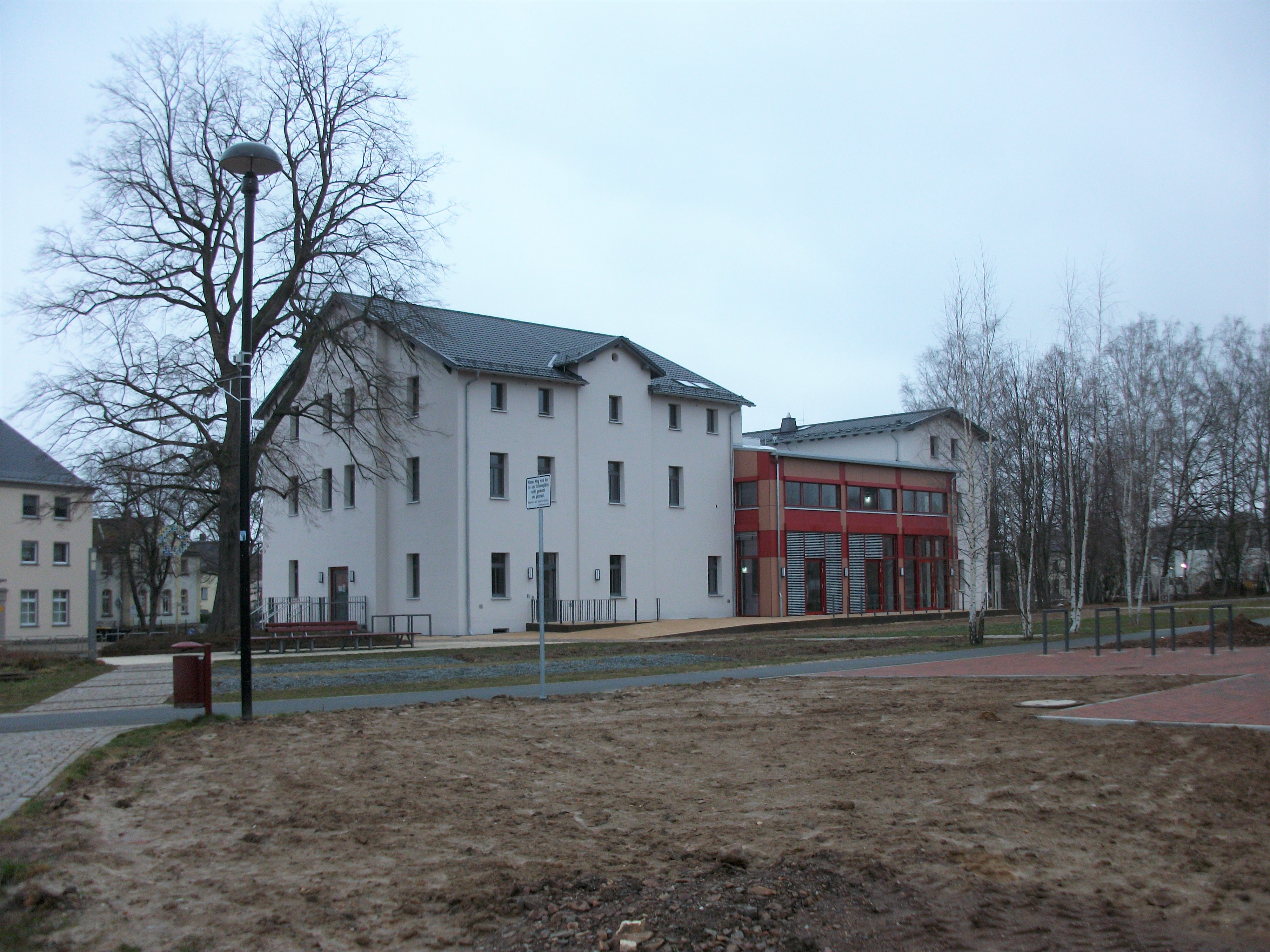
Bahnhof Lugau, Empfangsgebäude nach dem Umbau (2021)
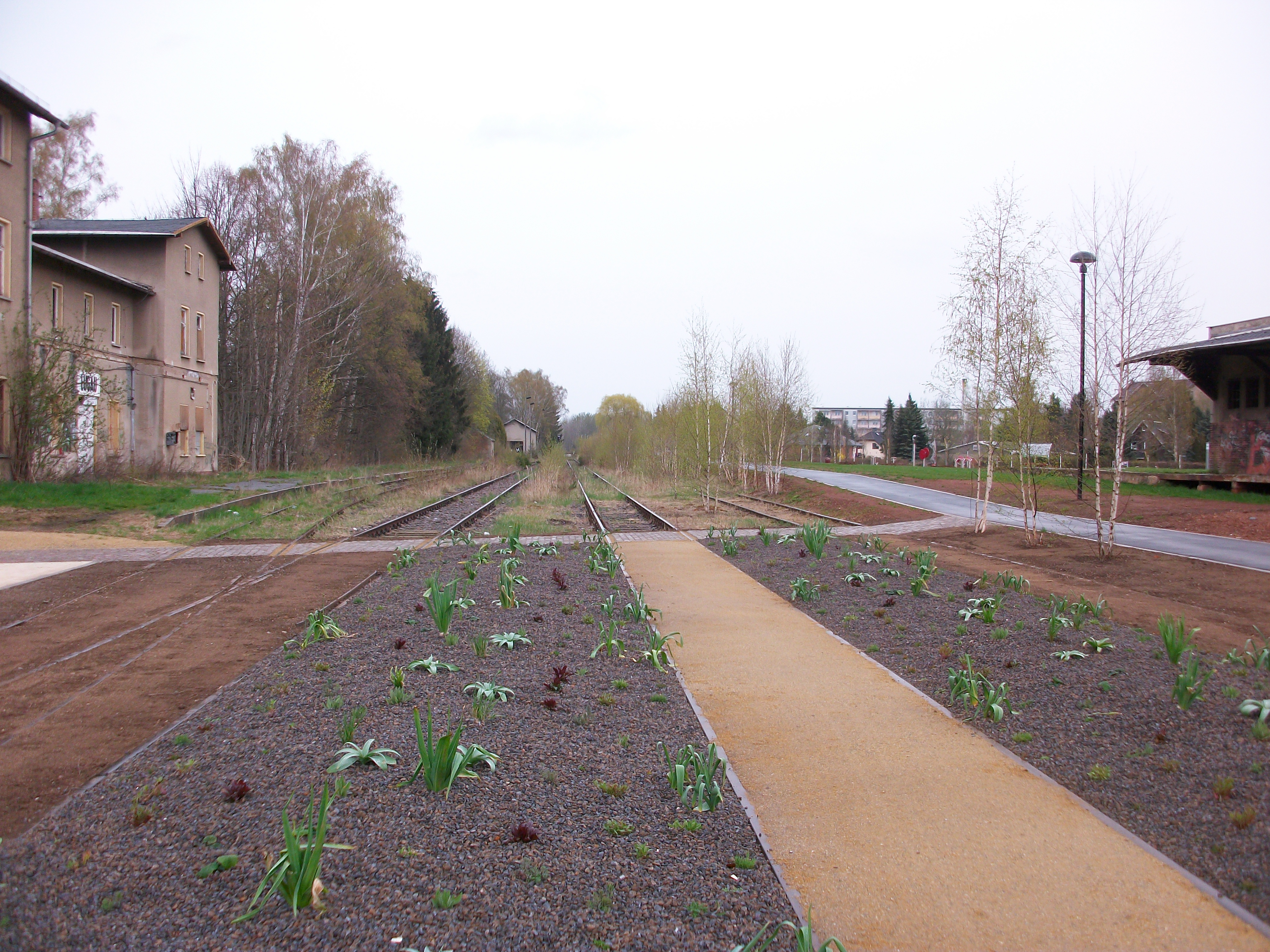
Gleise im Bahnhof Lugau (2016)
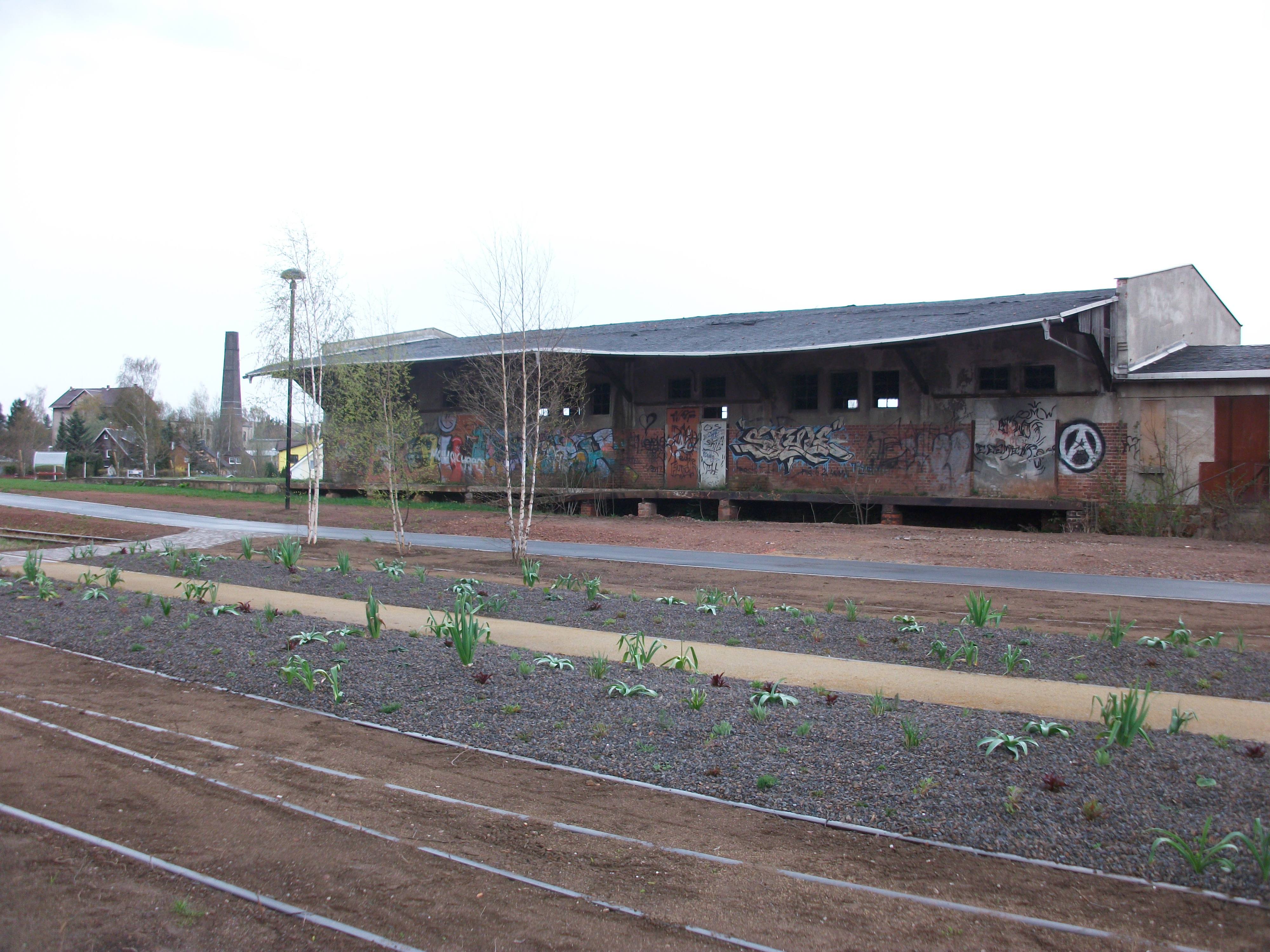
Bahnhof Lugau, Güterschuppen vor dem Umbau (2016)
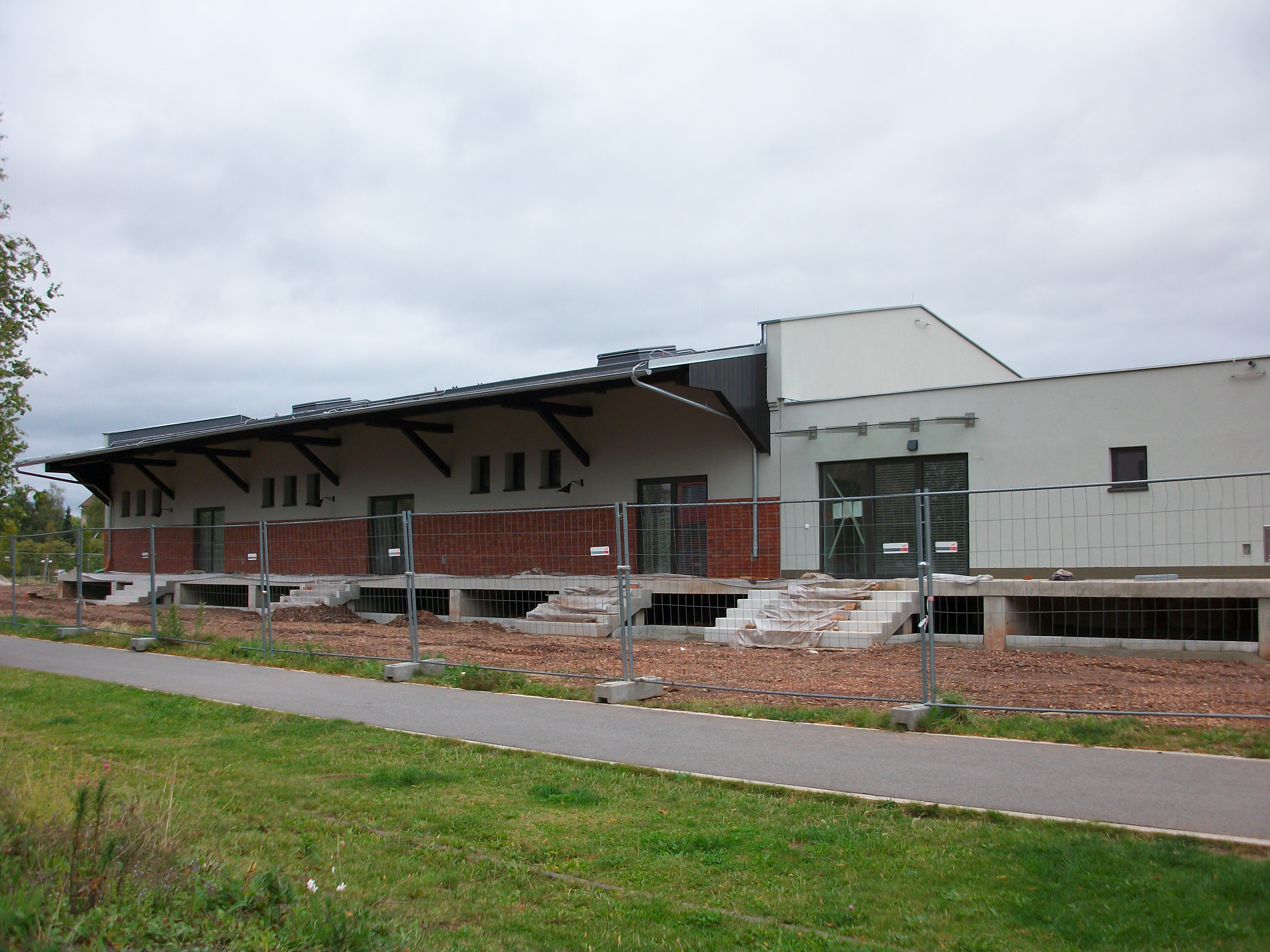
Bahnhof Lugau, Güterschuppen nach dem Umbau (2020)
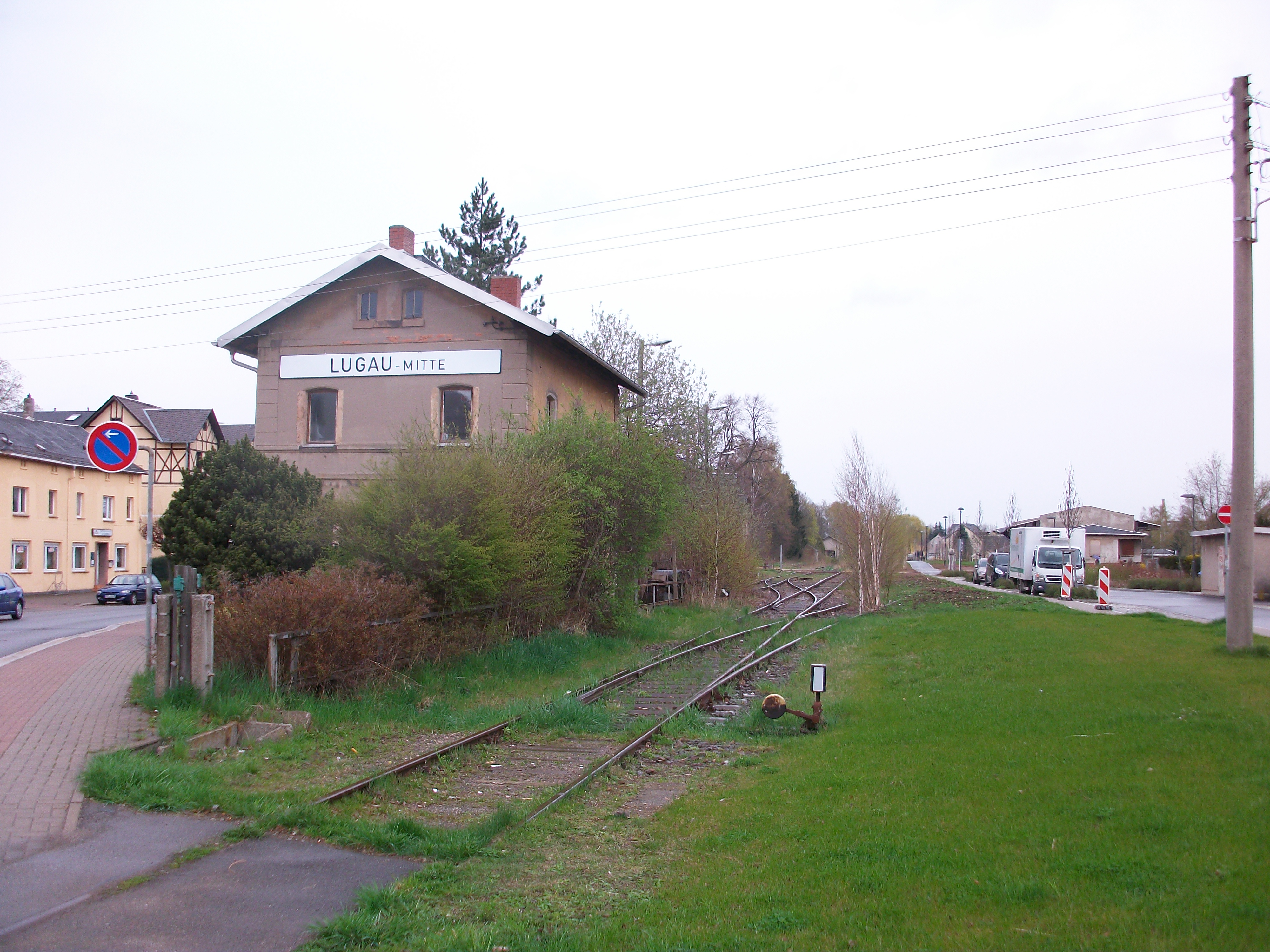
Bahnhof Lugau, Bahnübergang (2016)
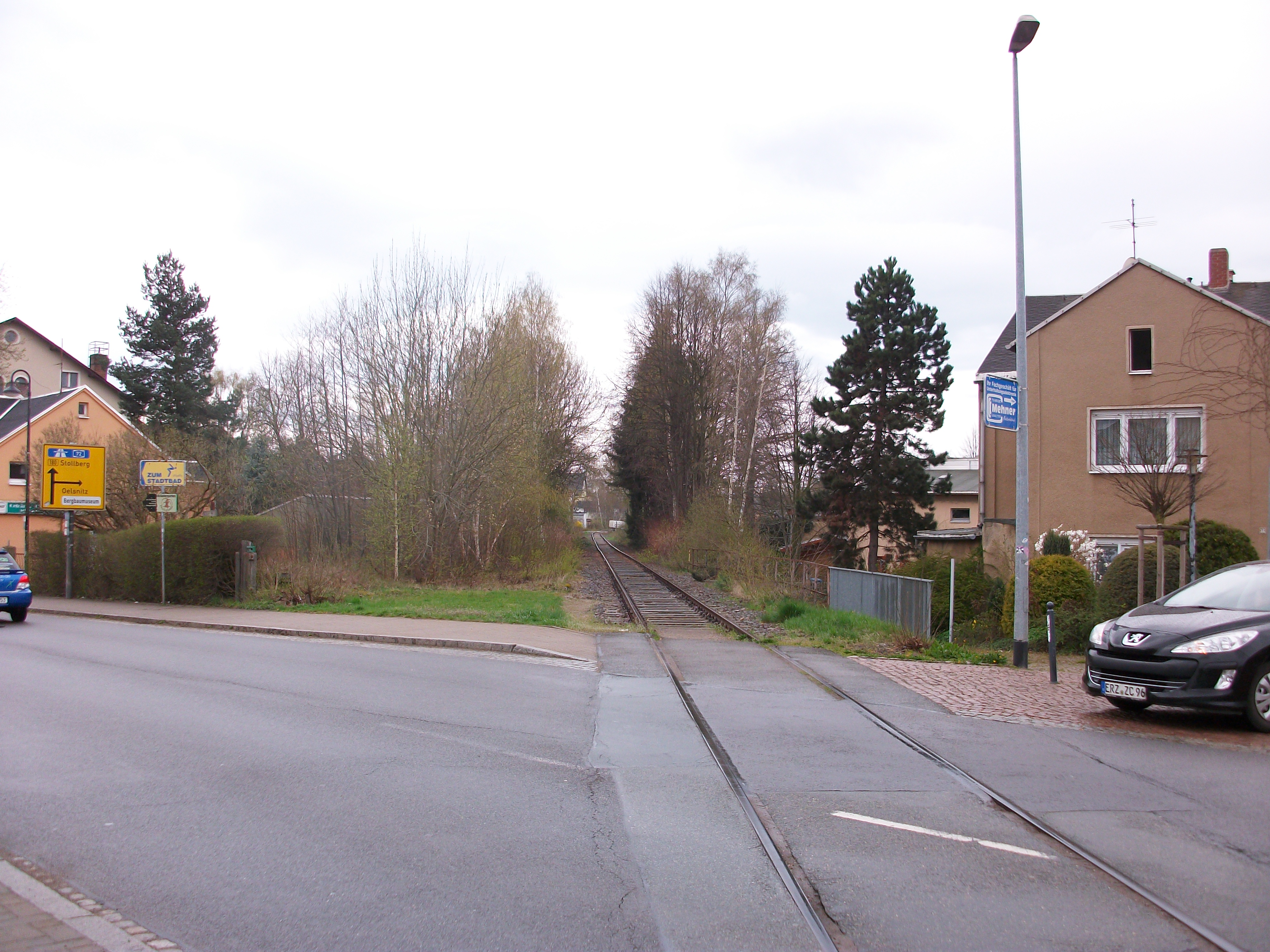
Bahnstrecke beim Bahnhof Lugau (2016)

Erlbach-Kirchberg ⊙

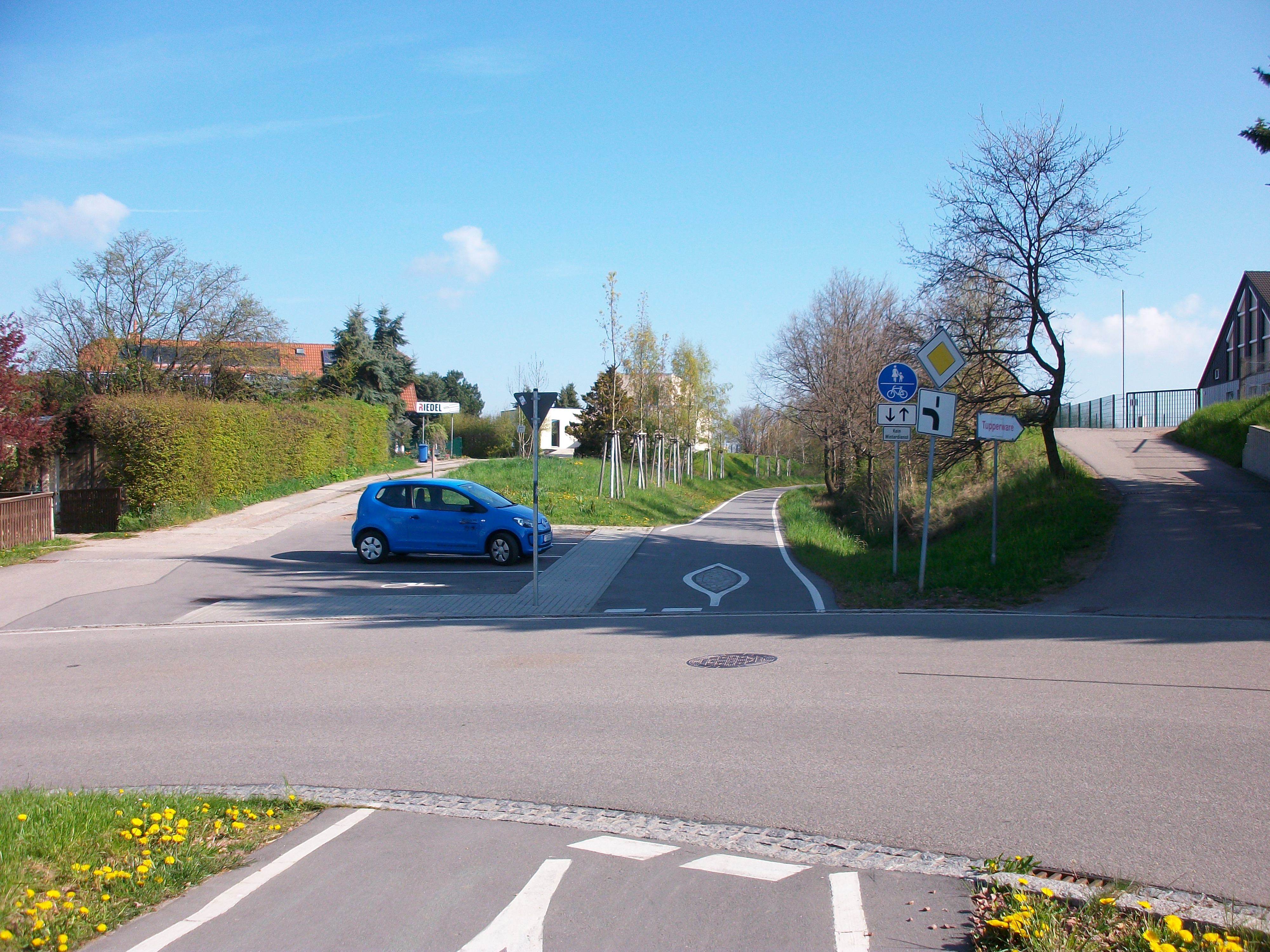
Ehem. Haltepunkt Erlbach-Kirchberg (2016)

Der Haltepunkt Kirchberg (bis 1922 Haltepunkt Kirchberg (b. Stollberg); bis 1956 Lugau Haltepunkt) wurde am 1. Oktober 1885 eingerichtet. Er bestand aus einem Durchgangsgleis mit einem 133 m langen Bahnsteig. Die hölzerne Wartehalle wurde 1992 abgerissen. Auf dem Areal entstand ein Parkplatz.
Ursprung ⊙
Zunächst wurde am 1. Oktober 1885 in Ursprung ein Haltepunkt eingerichtet. Ab dem 1. Juli 1903 wurde Stückgutverkehr durchgeführt und am 1. August 1904 den Haltepunkt in eine Haltestelle umgewandelt. Eine hölzerne Wartehalle wurde 1910 gebaut, 1911 wurde die Haltestelle aufgrund des gestiegenen Verkehrsaufkommens in einen Bahnhof umgewandelt. Der Bahnhof war mit drei Gleisen ausgestattet, an einem befand sich eine Ladestraße, an einem ein 113 m langer Bahnsteig und das dritte diente als Überholgleis. Am 18. Oktober 1971 wurde der Bahnhof wieder in einen Haltepunkt umgewandelt.
Die unter Denkmalschutz stehende Bahnanlage mit Empfangsgebäude und Abort wird seit 2003 vom Verein Haltestelle zu Ursprung museal erhalten.

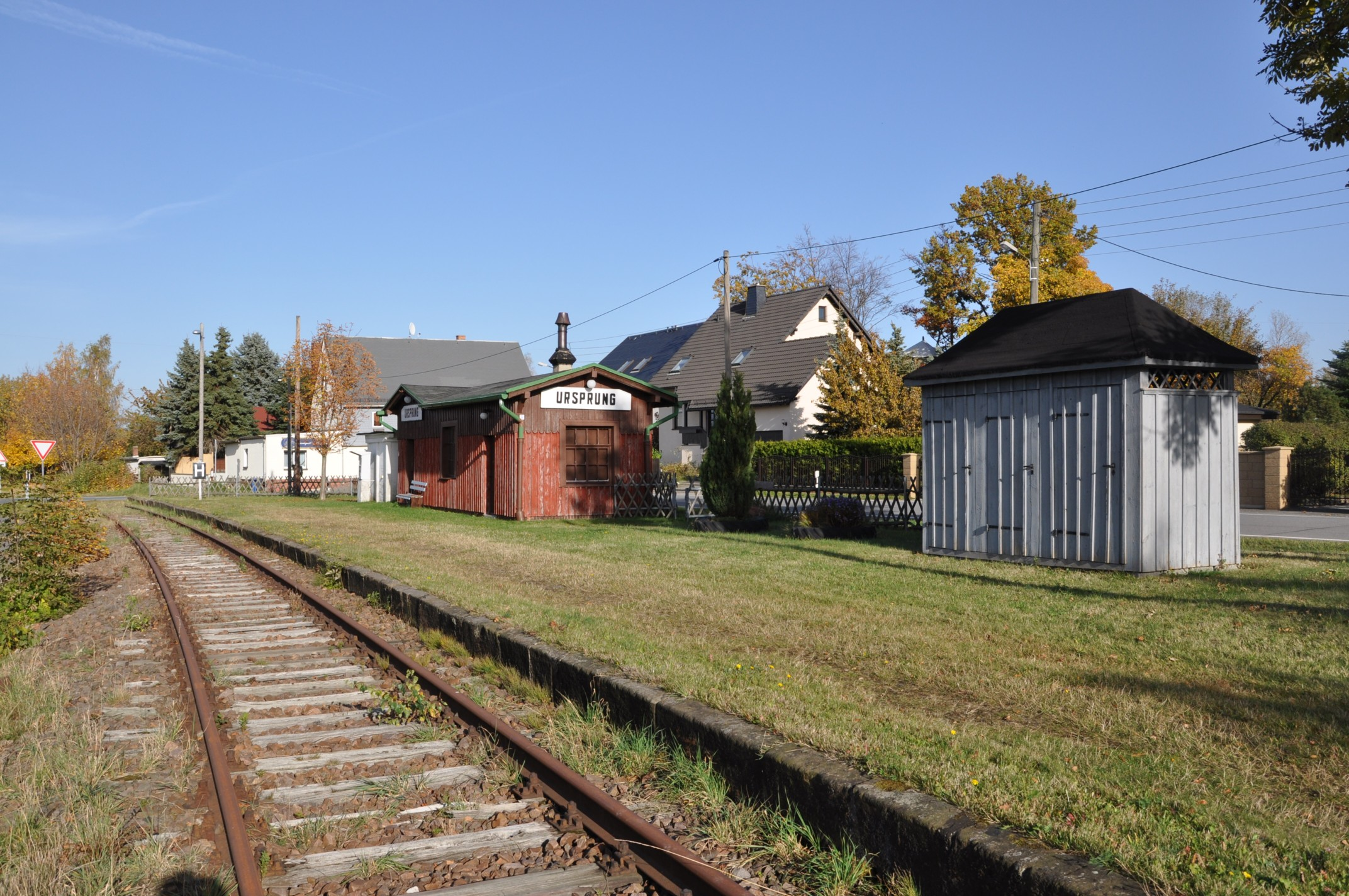
Haltepunkt Ursprung (2012)
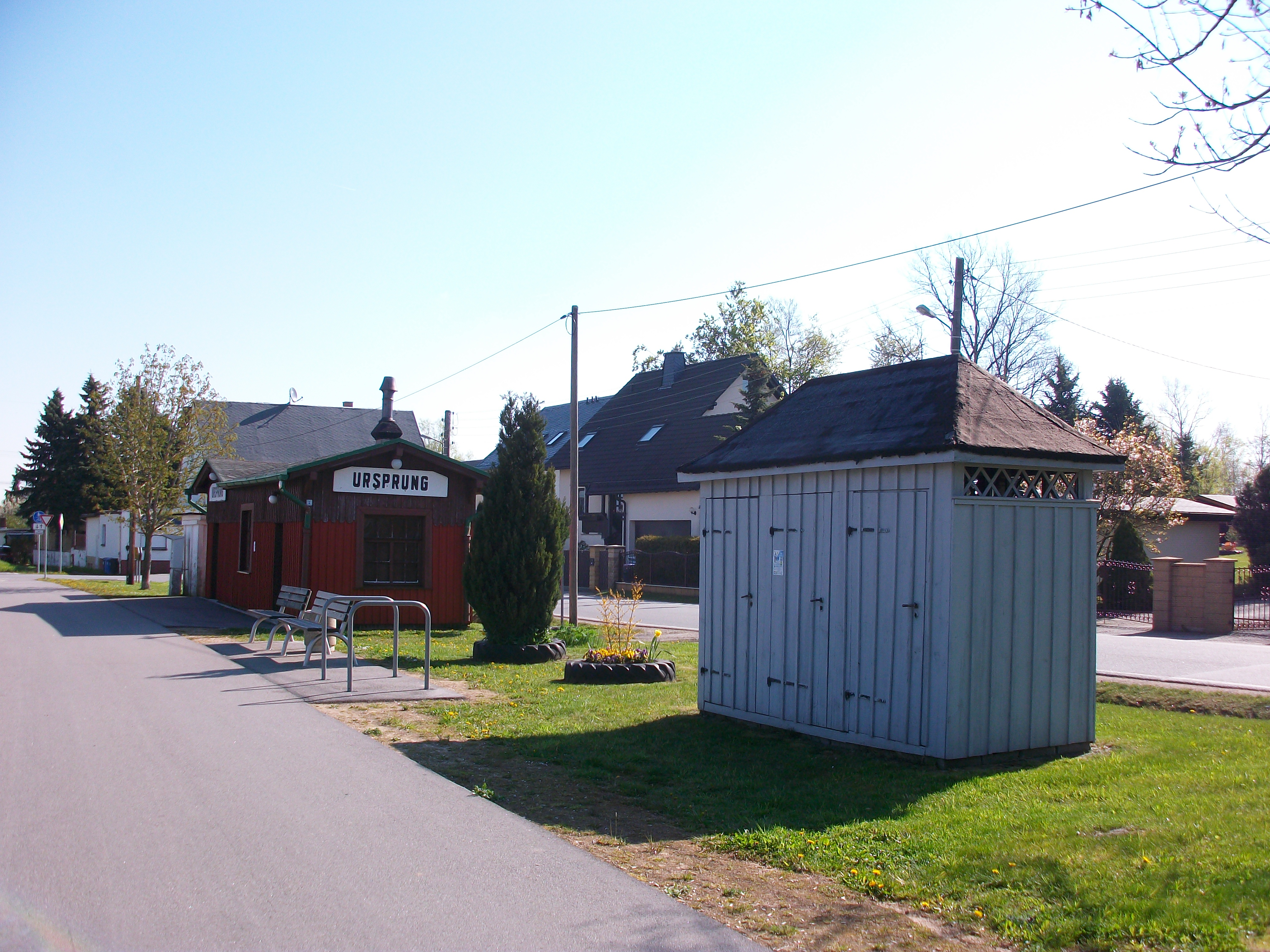
Haltepunkt Ursprung (2016)
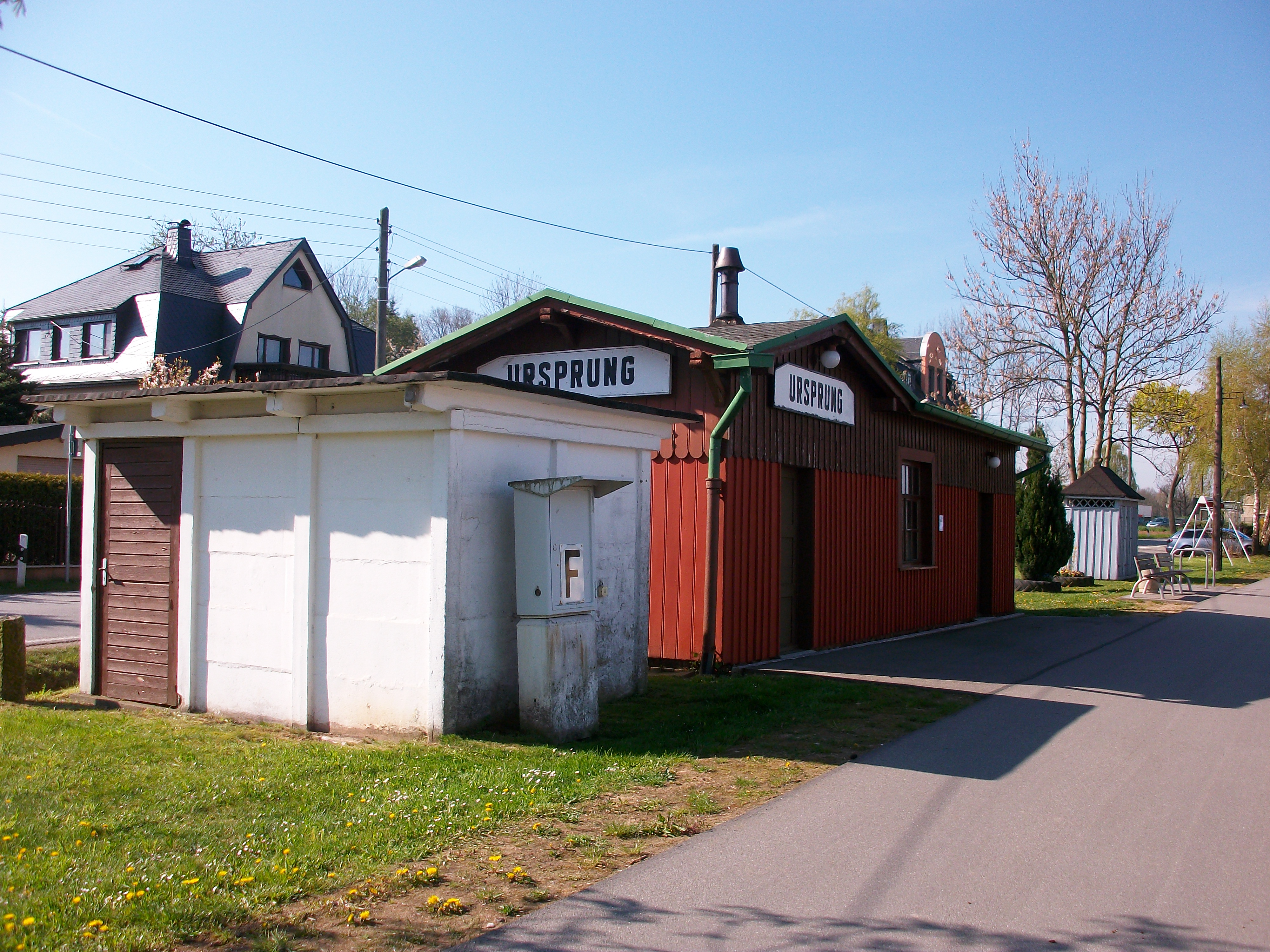
Haltepunkt Ursprung (2016)
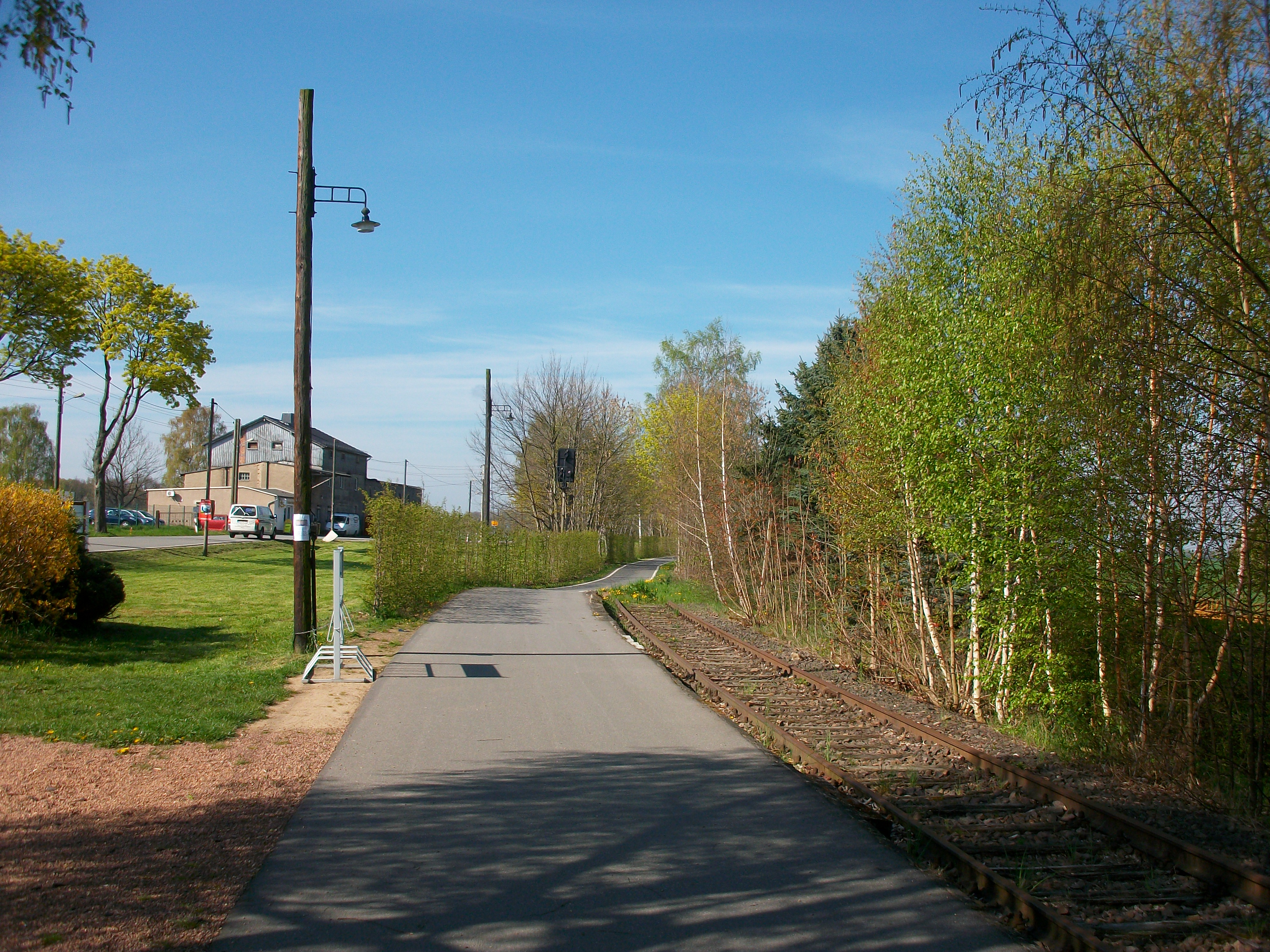
Einfahrt Hp Ursprung (2016)
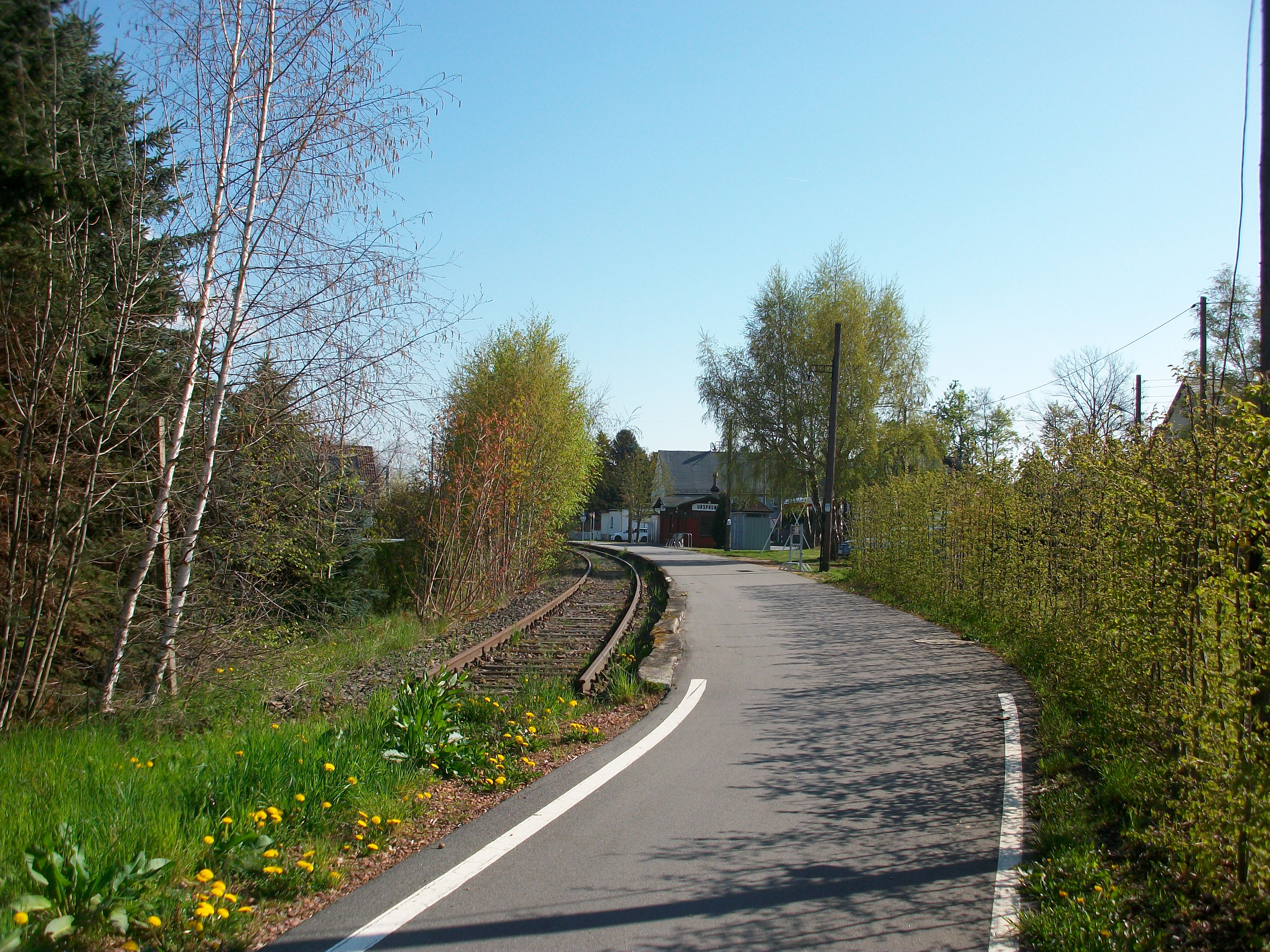
Einfahrt Hp Ursprung (2016)

Mittelbach ⊙

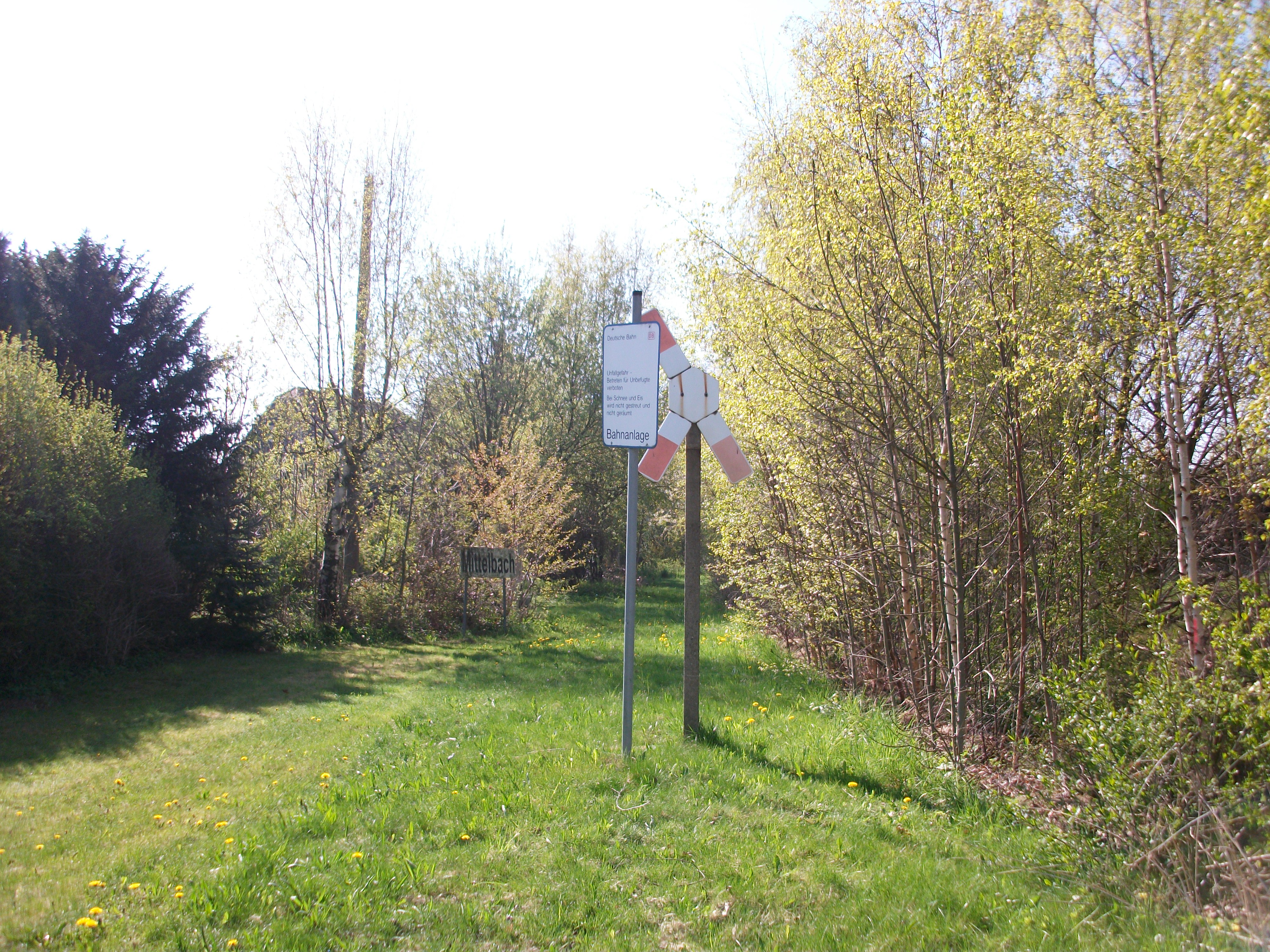
Standort des Haltepunkts Mittelbach mit Stationsschild (2016)

Der am 1. Mai 1896 eröffnete Haltepunkt Mittelbach bestand lediglich aus einem Durchgangsgleis mit einem 119 m langen Bahnsteig sowie einer hölzernen Wartehalle, welche mittlerweile abgerissen wurde. Das Stationsschild ist noch vorhanden.
Wüstenbrand ⊙

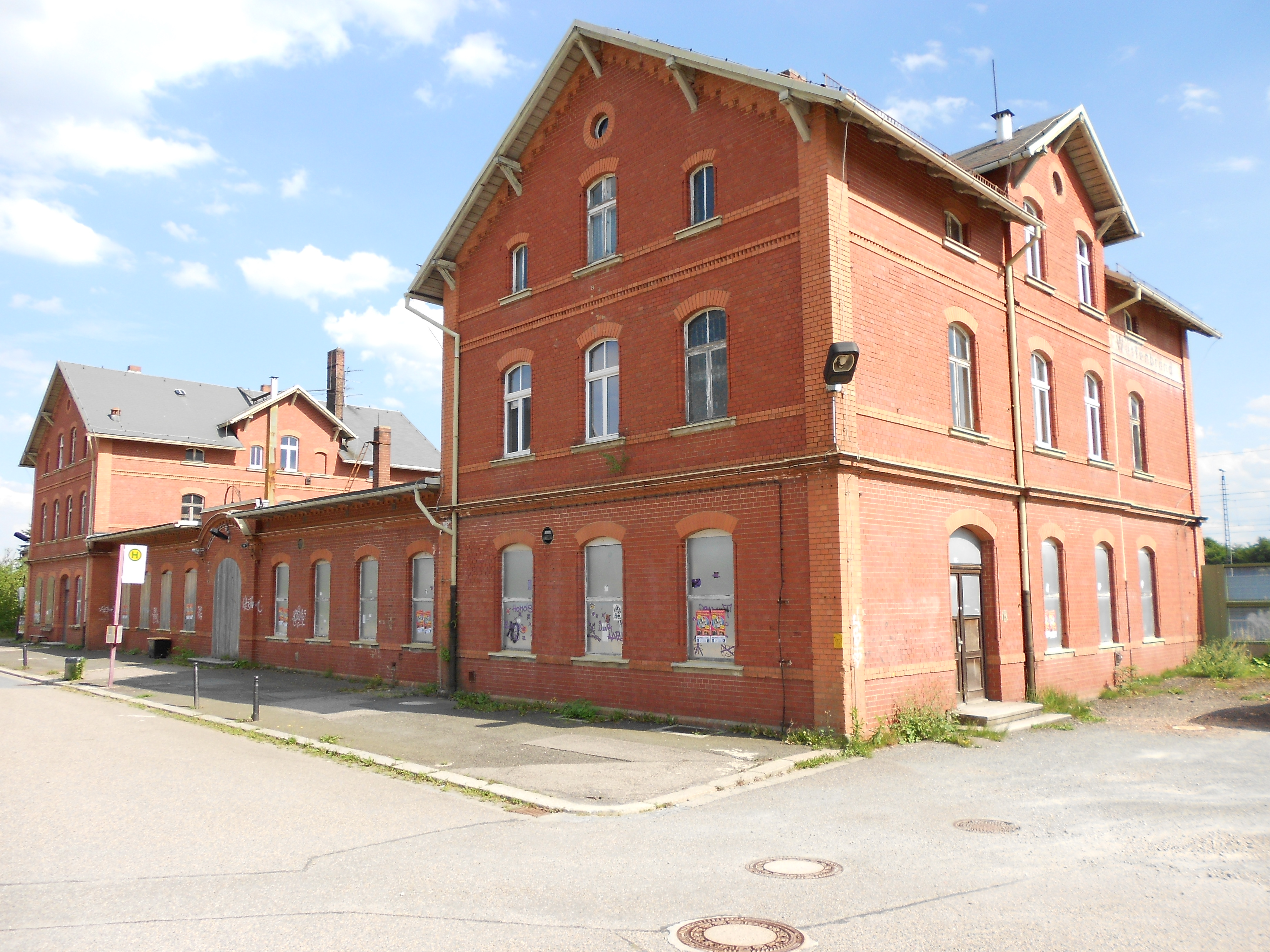
Bahnhof Wüstenbrand

Der Bahnhof Wüstenbrand besteht seit der Eröffnung der Bahnstrecke Dresden–Werdau im Jahr 1858. Zunächst war hier nur die Kohlenbahn Lugau–Wüstenbrand der Chemnitz-Würschnitzer Eisenbahngesellschaft eingebunden, die später bis Höhlteich verlängert wurde. 1897 kam noch die Bahnstrecke Limbach–Wüstenbrand hinzu. Letztere diente teilweise zusammen mit der nach 1903 erfolgten Eröffnung der Bahnstrecke Küchwald–Obergrüna hin und wieder als Umleitungsstrecke für den Streckenabschnitt Chemnitz–Wüstenbrand.
Alle drei in Wüstenbrand endenden Bahnstrecken sind heute stillgelegt, dennoch hat Wüstenbrand eine gewisse Funktion als Überholmöglichkeit im Zuge der Strecke Dresden–Werdau. Auch sind noch zwei Gütergleise vorhanden, die derzeit aber nicht genutzt werden.

## Lokomotiveinsatz

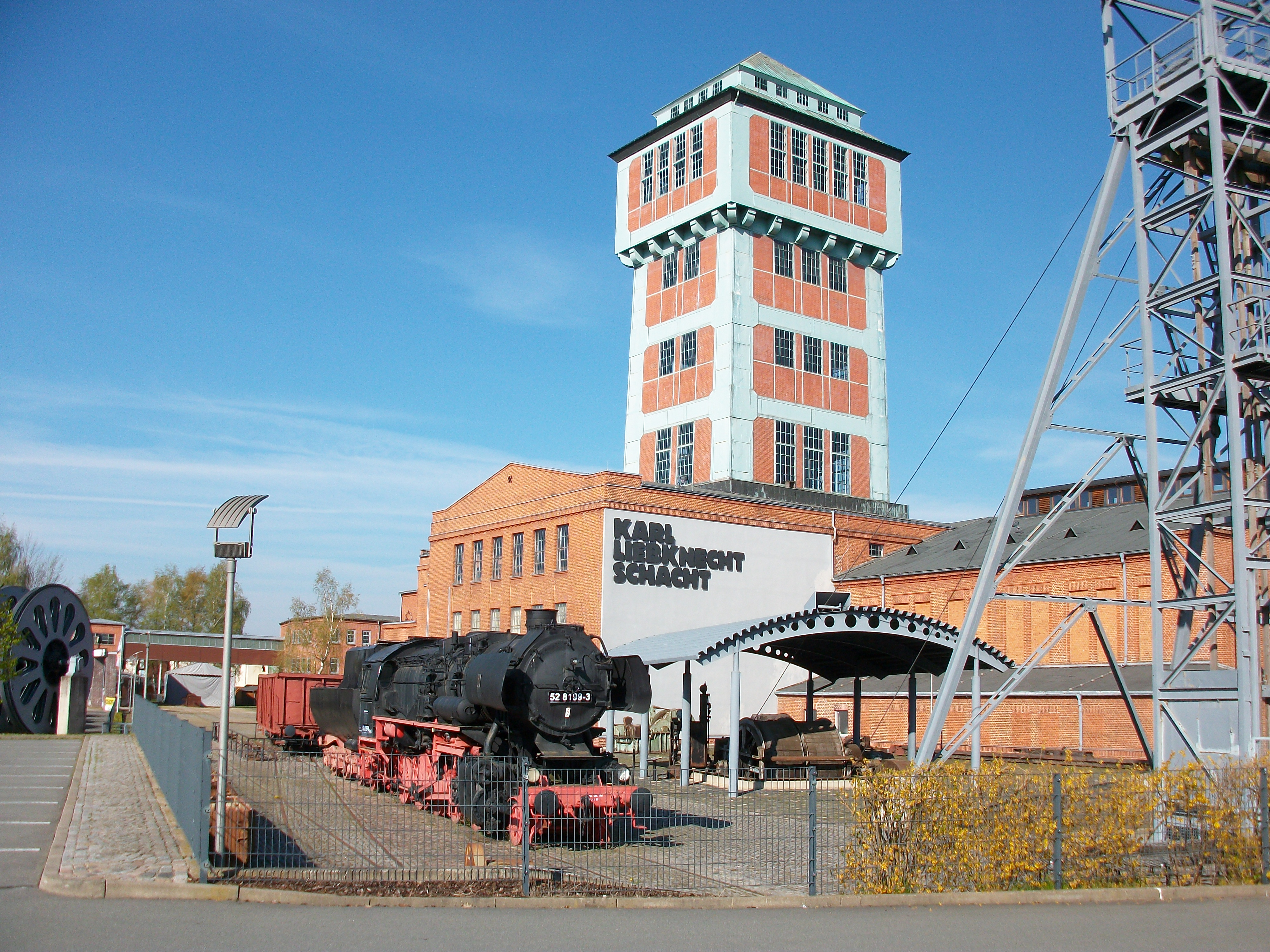
Neuoelsnitz, ehem. Karl-Liebknecht-Schacht mit Dampflok (2016)

Zunächst wurden die Züge von Dampflokomotiven der Baureihe I T befördert, die später durch Lokomotiven der Baureihe II und IIb ergänzt wurden. Um 1876 wurden diese drei Arten von der IIIb T abgelöst, welche bis ca. 1910 im Einsatz waren. Danach kamen IV T und V T zum Einsatz.
Nach 1920 wurden vor allem die Baureihen 57.10–35, 64 und 75.5 eingesetzt. Nach dem Zweiten Weltkrieg wurden die Züge mit Lokomotiven der Baureihen 50.35, 58.10–21 und 58.30 bespannt. Erst Ende der 1980er wurden die letzten Dampflokomotiven der Baureihe 50.35 durch Diesellokomotiven ersetzt.